# Województwo mazowieckie
Województwo mazowieckie – jednostka podziału administracyjnego Polski, znajdująca się w środkowo-wschodniej Polsce. Jest największym województwem pod względem powierzchni i ludności. Obejmuje obszar o powierzchni 35 558,47 km². Według danych z 31 grudnia 2019 r. miało około 5,4 mln mieszkańców. Siedzibą władz województwa jest Warszawa.

## Historia
Historycznie województwo mazowieckie istniało w latach 1526–1795 i 1816–1837.

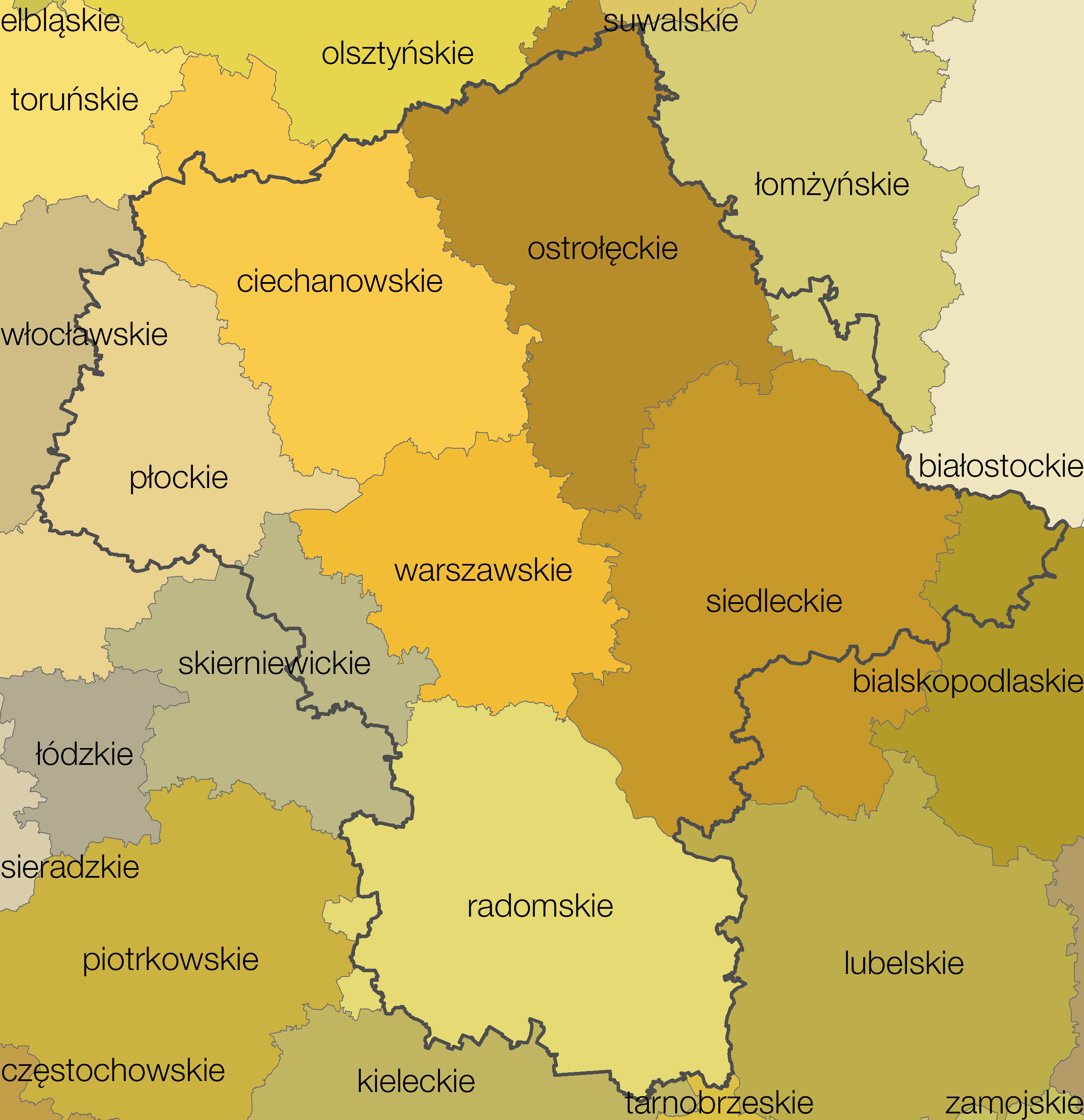
Województwa z lat 1975–1998 z granicą obecnego województwa mazowieckiego

Obecne województwo mazowieckie zostało utworzone 1 stycznia 1999 roku z województw poprzedniego podziału administracyjnego:
- warszawskiego (w całości)
- ostrołęckiego (oprócz gminy Rozogi)
- radomskiego (oprócz gmin Drzewica i Gowarczów)Krainy historyczne woj. mazowieckiego i Polski na tle współczesnych granic administracyjnych

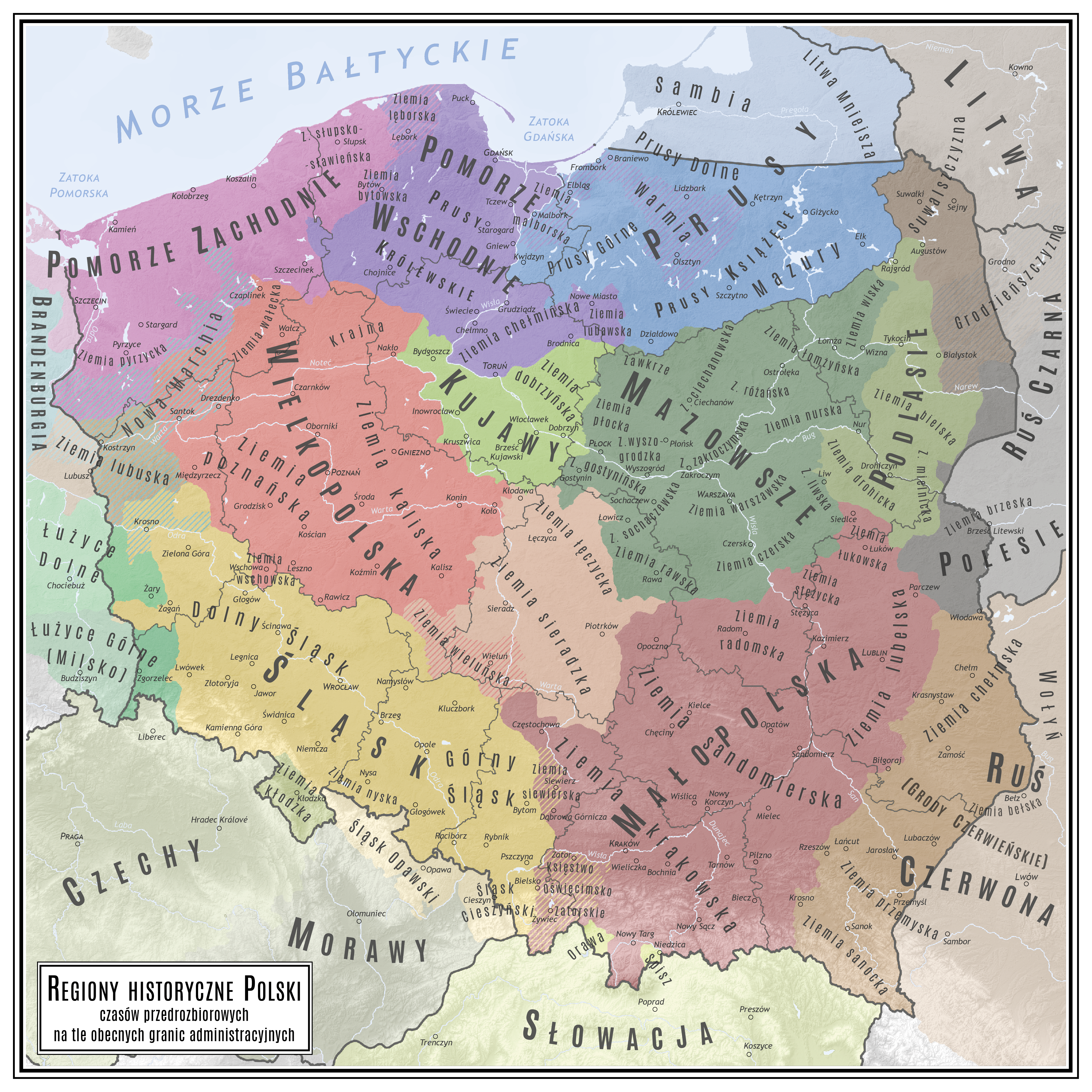
Krainy historyczne woj. mazowieckiego i Polski na tle współczesnych granic administracyjnych

- ciechanowskiego (oprócz gmin powiatu działdowskiego)
- siedleckiego (oprócz gmin powiatu łukowskiego i gminy Kłoczew)
- płockiego (oprócz gmin powiatów kutnowskiego i łęczyckiego oraz gminy Kiernozia)
- skierniewickiego (gminy powiatów żyrardowskiego i sochaczewskiego bez gmin Iłów i Brochów oraz 3 gminy powiatu grodziskiego: Baranów, Jaktorów i Żabia Wola)
- bialskopodlaskiego (tylko gminy powiatu łosickiego)
- łomżyńskiego (tylko gminy: Andrzejewo, Boguty-Pianki, Nur, Szulborze Wielkie i Zaręby Kościelne).

## Geografia

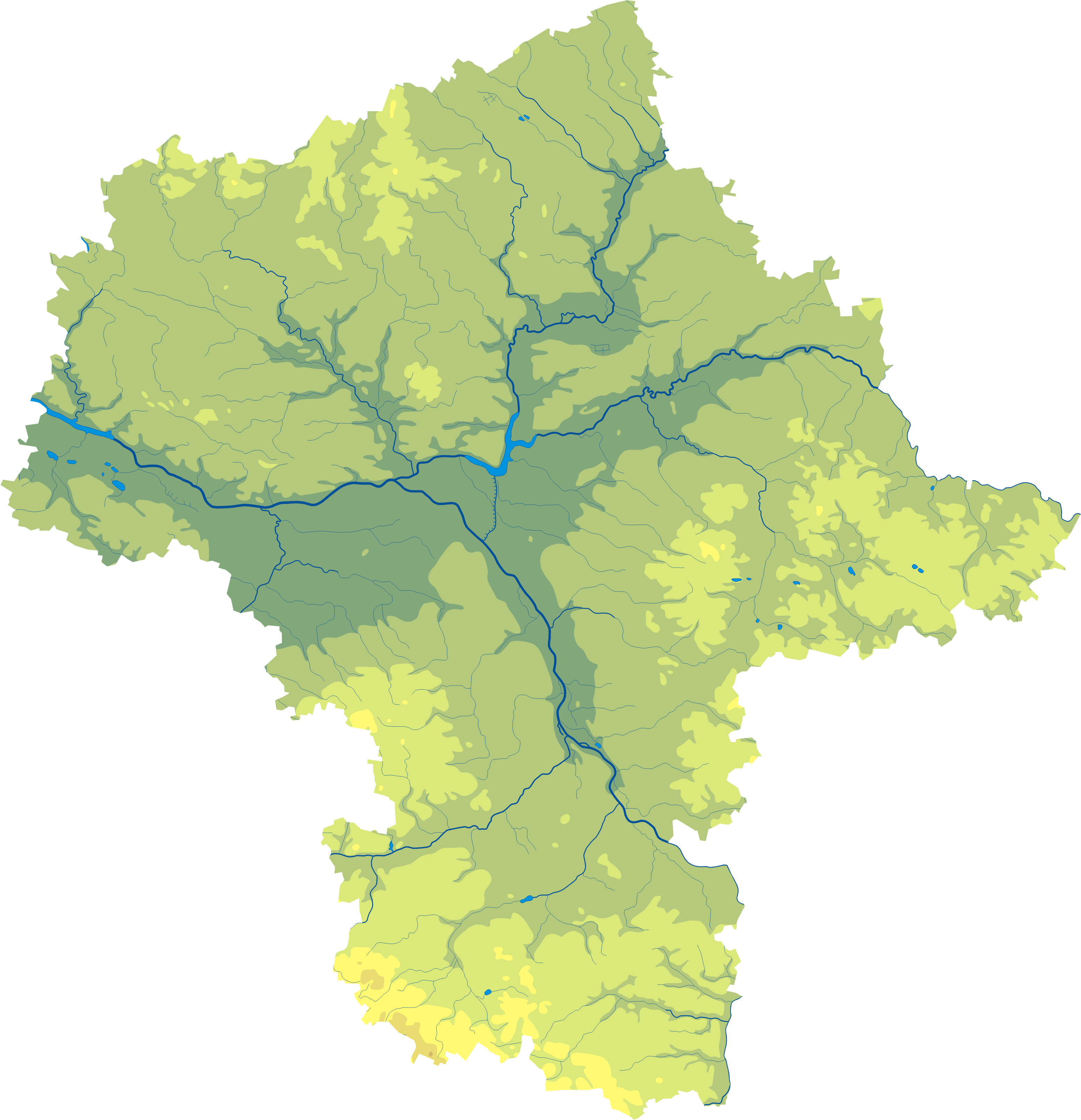
Mapa fizyczna woj. mazowieckiego

### Powierzchnia
Według danych z 1 stycznia 2014 r. powierzchnia województwa wynosiła 35 558,47 km², co stanowi 11,4% powierzchni Polski. Mazowieckie jest największym województwem w Polsce.
Według danych z 31 grudnia 2012 r. w województwie mazowieckim lasy obejmowały powierzchnię 815,0 tys. ha, co stanowiło 22,9% jego powierzchni. 26,9 tys. ha lasów znajdowało się w obrębie parków narodowych.

### Położenie administracyjne
Województwo jest położone w środkowo-wschodniej Polsce i graniczy z województwami:
- kujawsko-pomorskim na długości 187,4 km na północnym zachodzie
- lubelskim na długości 362,6 km na południowym wschodzie
- łódzkim na długości 314,4 km na południowym zachodzie
- podlaskim na długości 345,7 km na północnym wschodzie
- świętokrzyskim na długości 200,3 km na południu
- warmińsko-mazurskim na długości 210,9 km na północy

### Położenie matematycznogeograficzne i rozciągłość
Współrzędne geograficzne skrajnych punktów:
- północny: 53°28′55″ szer. geogr. pn – pn. narożnik działki ewidencyjnej nr 970 (powiat ostrołęcki),
- południowy: 51°00′47″ szer. geogr. pd – pd.-zach. narożnik działki ewidencyjnej nr 309 (powiat lipski),
- zachodni: 19°15′33″ dł. geogr. wsch. – zach. narożnik działki ewidencyjnej nr 44/1 (powiat gostyniński),
- wschodni: 23°07′42″ dł. geogr. wsch – nurt Bugu we wsch. narożniku działki ewidencyjnej nr 1017 (powiat łosicki).

W wymiarze północ-południe województwo rozciąga się na długości 274 km, co w mierze kątowej daje 2°28′08″. W wymiarze wschód-zachód rozciągłość województwa wynosi 265 km, to jest 3°52′09″.

### Położenie fizycznogeograficzne
Województwo położone jest w większości na obszarze Niżu Środkowoeuropejskiego, tylko jego niewielkie wschodnie fragmenty leżą na terenie Niżu Wschodniobałtycko-Białoruskiego, a południowe na terenie Wyżyn Polskich. Obszar województwa zawiera się w 11 makroregionach fizycznogeograficznych i 34 mezoregionach.

### Ukształtowanie powierzchni
Niziny mazowieckie składają się z rozległych wysoczyzn, które oddzielone są dolinami dużych rzek. Pośrodku terytorium znajduje się kotlinowe obniżenie, Nizina Środkowomazowiecka, z Kotliną Warszawską w centrum. Spływają ku niej większe rzeki: Narew z Wkrą, Bugiem, Pilica, Bzura, Liwiec, Świder, a wody odprowadza na zachód Wisła.

Najwyższym punktem jest wierzchołek Altany – 408 m n.p.m., na południowym skraju województwa, na krańcu Wyżyny Kieleckiej.

### Położenie historycznogeograficzne i etnograficzne
Mimo że województwo mazowieckie jest często określane jako Mazowsze, nie jest nim w całości. Wschodnia część województwa to region podlaski (w znacznie mniejszym stopniu niż geograficznie), natomiast południowa część to ziemia sandomierska będąca częścią Małopolski. Różnice historyczno-kulturowe widoczne są w wielu aspektach, m.in. w architekturze wiejskiej, sposobie zwijania snopów siana czy strojach ludowych. Natomiast część historycznego Mazowsza (większość byłego województwa łomżyńskiego z miastami: Łomża, Zambrów, Grajewo, Kolno i Wysokie Mazowieckie) leży poza obecnym terytorium województwa mazowieckiego.

## Demografia

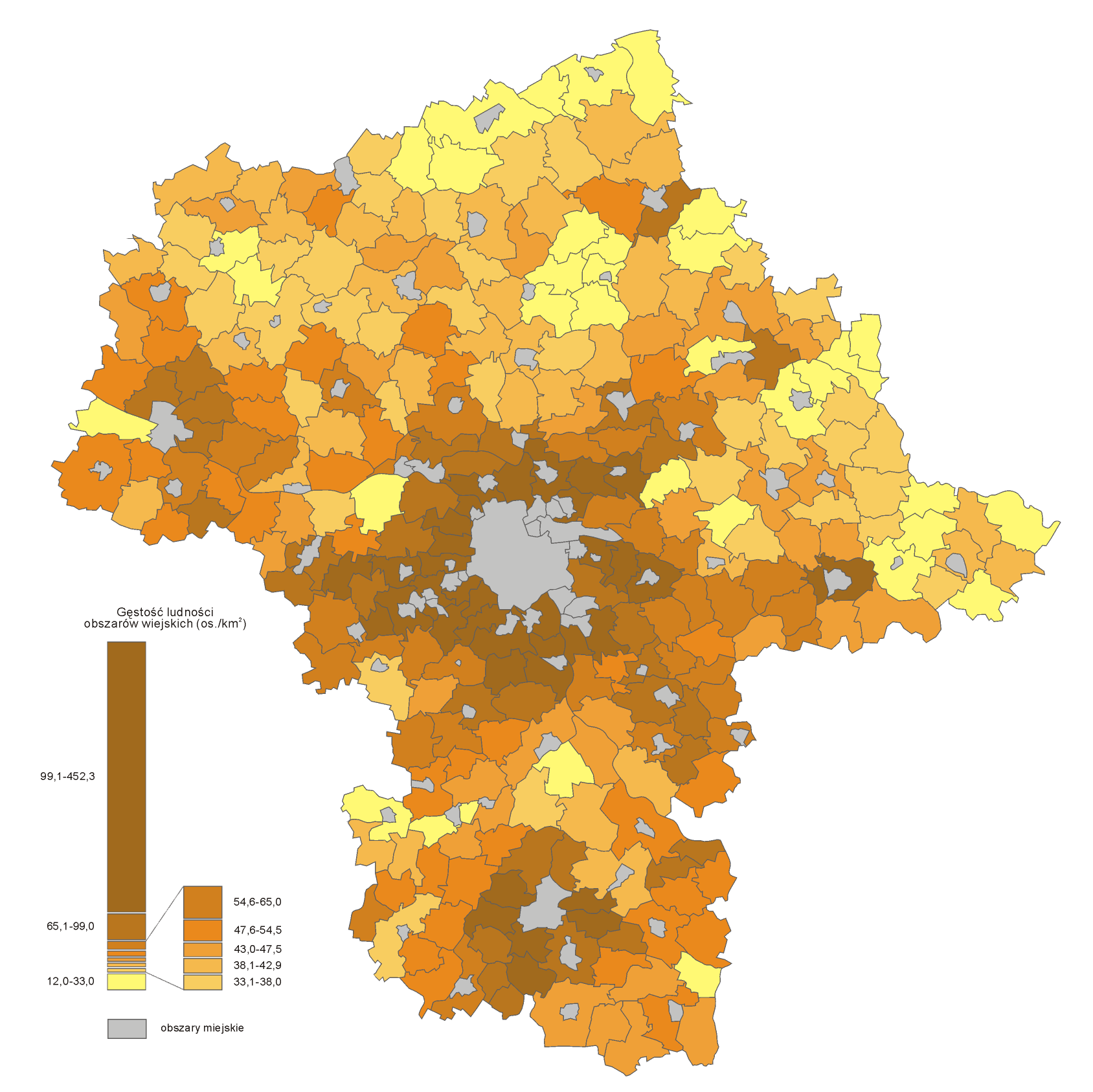
Gęstość zaludnienia w województwie mazowieckim terenów wiejskich w osobach na km² (w przekroju gminnym, stan 1 stycznia 2007 roku)

Według danych z 30 czerwca 2014 r. województwo mazowieckie miało 5 324 519 mieszkańców, co stanowiło 13,7% ludności Polski. Mazowieckie jest województwem o największej liczbie ludności w Polsce.
Dane z 30 czerwca 2014 r.:
| Opis                              | Ogółem        | Ogółem        | Kobiety       | Kobiety       | Mężczyźni     | Mężczyźni     |
| --------------------------------- | ------------- | ------------- | ------------- | ------------- | ------------- | ------------- |
| jednostka                         | osób          | %             | osób          | %             | osób          | %             |
| populacja                         | 5 324 519     | 100           | 2 777 021     | 52            | 2 547 498     | 48            |
| powierzchnia                      | 35 558,18 km² | 35 558,18 km² | 35 558,18 km² | 35 558,18 km² | 35 558,18 km² | 35 558,18 km² |
| gęstość zaludnienia (mieszk./km²) | 150           | 150           | 78            | 78            | 72            | 72            |

Ze względu na płeć wśród ludności żyjącej na Mazowszu przeważają kobiety. W 2016 r. ich odsetek w ogóle ludności kształtował się na poziomie 52,2%, przy średniej krajowej wynoszącej 51,6%. Co prawda chłopców rodzi się zazwyczaj nieco więcej niż dziewczynek, ale różnica ta maleje przy przechodzeniu do kolejnych grup wiekowych. W starszych grupach wiekowych (55–59 lat) kobiety zaczynają wyraźnie przeważać liczbowo, co wiąże się z krótszym przeciętnym czasem życia mężczyzn.
- Piramida wieku mieszkańców woj. mazowieckiego w 2014 roku[9].

|  |

## Podział administracyjny
Województwo mazowieckie składa się z 37 powiatów i 5 miast na prawach powiatu. Powiaty dzielą się na 314 gmin – 35 miejskich, 76 miejsko-wiejskich i 203 wiejskie.

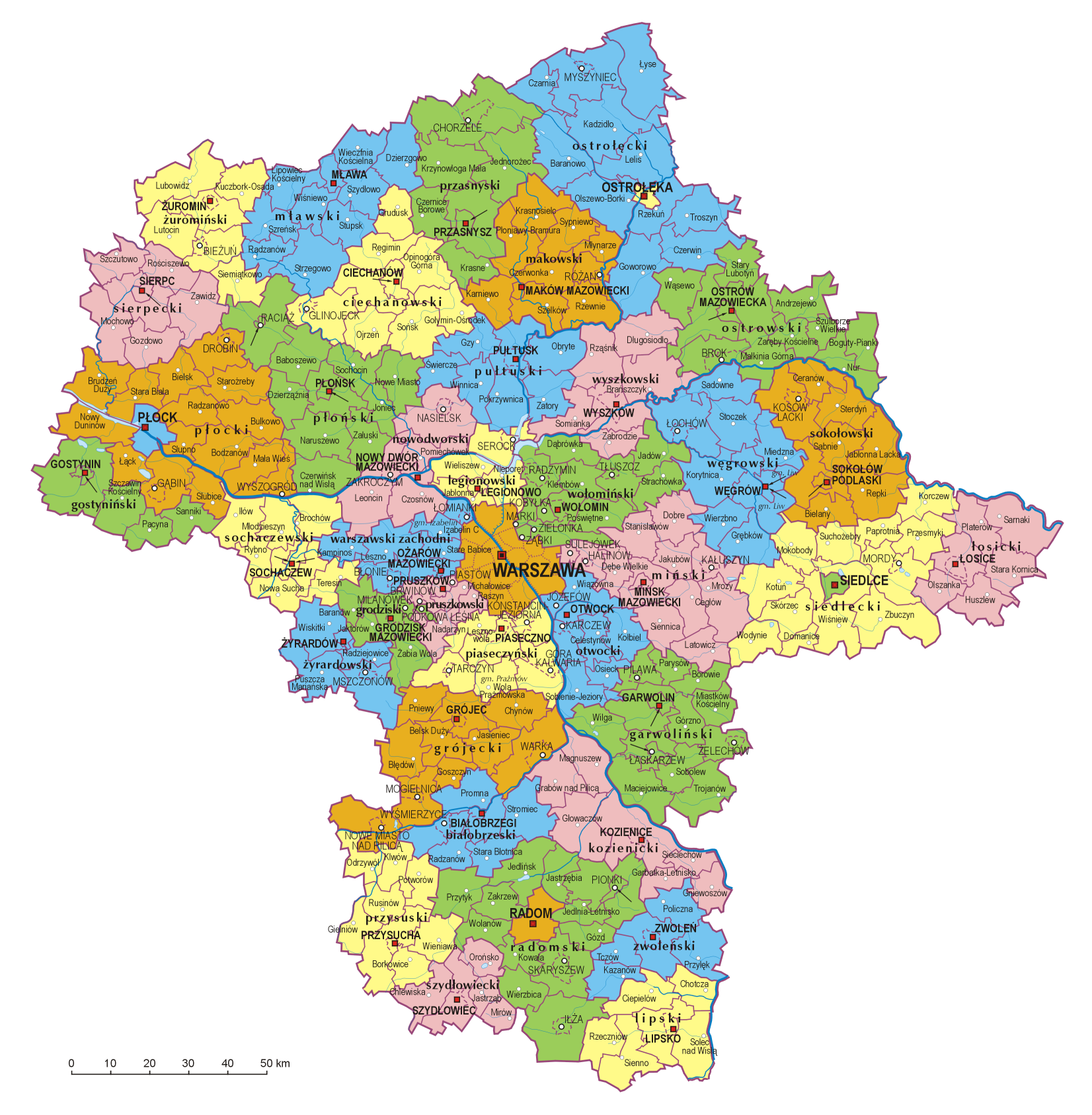

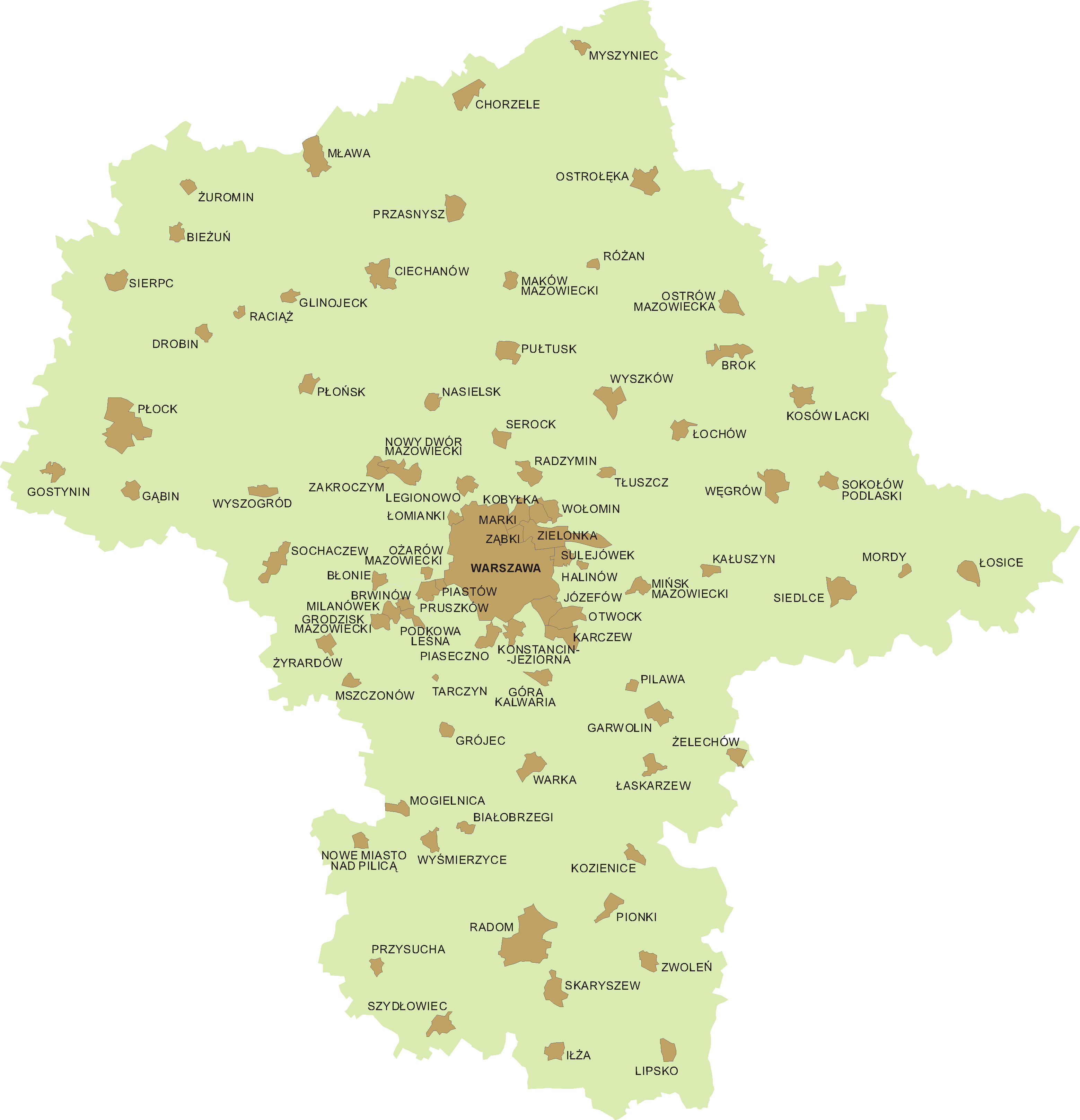
Województwo mazowieckie – miasta w granicach administracyjnych

| Herb                       | Flaga                     | Powiat              | Liczba ludności (30 czerwca 2014) | Powierz- chnia [km²] | Wydatki budżetu 2013 [mln zł] | Dochody budżetu 2013 [mln zł] | Zadłużenie samorządu względem dochodów 2013 [%] | Przeciętna stopa bezrobocia (30 czerwca 2014) |
| -------------------------- | ------------------------- | ------------------- | --------------------------------- | -------------------- | ----------------------------- | ----------------------------- | ----------------------------------------------- | --------------------------------------------- |
|                            |                           | białobrzeski        | 33 669                            | 639,10               | 28,22                         | 28,57                         | 11,5%                                           | 13,1%                                         |
|                            |                           | ciechanowski        | 90 823                            | 1059,80              | 92,00                         | 93,09                         | 28,9%                                           | 16,6%                                         |
|                            |                           | garwoliński         | 108 551                           | 1284,83              | 106,03                        | 100,56                        | 25,6%                                           | 14,7%                                         |
|                            |                           | gostyniński         | 46 345                            | 614,81               | 48,90                         | 50,07                         | 1,5%                                            | 21,3%                                         |
|                            |                           | grodziski           | 89 136                            | 367,04               | 71,22                         | 76,95                         | 18,3%                                           | 7,2%                                          |
|                            |                           | grójecki            | 98 692                            | 1267,73              | 83,84                         | 85,23                         | 48,4%                                           | 7,2%                                          |
|                            |                           | kozienicki          | 61 874                            | 916,10               | 58,00                         | 55,46                         | 19,8%                                           | 16,7%                                         |
|                            |                           | legionowski         | 111 660                           | 390,76               | 86,97                         | 85,93                         | 1,9%                                            | 15,1%                                         |
|                            |                           | lipski              | 35 426                            | 740,22               | 46,22                         | 45,66                         | 8,5%                                            | 14,2%                                         |
| Brak herbu                 | Brak flagi                | łosicki             | 32 046                            | 772,45               | 35,11                         | 37,06                         | 18,8%                                           | 10,0%                                         |
|                            | Flaga powiatu makowskiego | makowski            | 46 435                            | 1064,67              | 47,26                         | 48,01                         | 21,8%                                           | 23,7%                                         |
|                            |                           | miński              | 150 495                           | 1163,72              | 123,77                        | 117,55                        | 14,3%                                           | 11,7%                                         |
|                            | Flaga powiatu mławskiego  | mławski             | 73 919                            | 1181,82              | 66,66                         | 65,37                         | 17,6%                                           | 15,3%                                         |
|                            |                           | nowodworski         | 78 604                            | 694,79               | 50,72                         | 50,14                         | 32,7%                                           | 12,4%                                         |
|                            |                           | ostrołęcki          | 88 240                            | 2098,38              | 77,23                         | 68,74                         | 45,4%                                           | 16,9%                                         |
|                            |                           | ostrowski           | 74 464                            | 1217,79              | 56,97                         | 58,19                         | 16,4%                                           | 15,8%                                         |
|                            |                           | otwocki             | 122 661                           | 615,92               | 129,42                        | 114,26                        | 56,4%                                           | 8,8%                                          |
|                            |                           | piaseczyński        | 172 929                           | 621,00               | 169,18                        | 176,80                        | 40,4%                                           | 8,0%                                          |
|                            |                           | płocki              | 111 067                           | 1796,63              | 93,85                         | 93,03                         | 21,5%                                           | 20,4%                                         |
|                            |                           | płoński             | 88 612                            | 1379,79              | 79,11                         | 78,40                         | 9,4%                                            | 17,2%                                         |
|                            |                           | pruszkowski         | 158 765                           | 246,30               | 117,91                        | 129,85                        | 20,5%                                           | 8,1%                                          |
|                            |                           | przasnyski          | 53 448                            | 1218,58              | 61,25                         | 64,32                         | 8,9%                                            | 15,9%                                         |
|                            |                           | przysuski           | 42 869                            | 801,19               | 68,85                         | 66,85                         | 17,0%                                           | 25,3%                                         |
|                            |                           | pułtuski            | 51 409                            | 827,42               | 78,37                         | 63,40                         | 51,4%                                           | 22,3%                                         |
|                            |                           | radomski            | 151 178                           | 1529,78              | 119,24                        | 124,36                        | 10,8%                                           | 28,6%                                         |
|                            |                           | siedlecki           | 81 685                            | 1603,48              | 47,36                         | 45,33                         | 7,9%                                            | 11,4%                                         |
|                            |                           | sierpecki           | 53 215                            | 852,04               | 51,87                         | 51,95                         | 38,7%                                           | 22,5%                                         |
|                            |                           | sochaczewski        | 85 103                            | 734,80               | 71,77                         | 73,86                         | 14,7%                                           | 11,0%                                         |
| Herb powiatu sokołowskiego | Brak flagi                | sokołowski          | 55 511                            | 1131,17              | 56,83                         | 56,50                         | 38,0%                                           | 10,7%                                         |
|                            |                           | szydłowiecki        | 40 340                            | 451,81               | 35,31                         | 35,01                         | 17,6%                                           | 35,8%                                         |
|                            |                           | warszawski zachodni | 111 550                           | 533,79               | 112,26                        | 115,21                        | 20,6%                                           | 6,2%                                          |
|                            |                           | węgrowski           | 67 490                            | 1220,76              | 57,85                         | 60,68                         | 36,0%                                           | 14,7%                                         |
|                            |                           | wołomiński          | 230 287                           | 953,56               | 158,61                        | 156,22                        | 31,0%                                           | 16,7%                                         |
|                            |                           | wyszkowski          | 73 929                            | 876,43               | 81,82                         | 81,93                         | 10,6%                                           | 12,2%                                         |
|                            |                           | zwoleński           | 36 892                            | 573,30               | 41,26                         | 40,01                         | 13,4%                                           | 19,4%                                         |
|                            |                           | żuromiński          | 39 885                            | 806,60               | 36,89                         | 38,42                         | 16,6%                                           | 21,4%                                         |
|                            |                           | żyrardowski         | 76 413                            | 532,54               | 54,52                         | 55,05                         | 55,6%                                           | 16,1%                                         |

| Herb | Flaga | Miasto na prawach powiatu | Liczba ludności (30 czerwca 2014) | Powierz- chnia [km²] | Wydatki budżetu 2013 [mln zł] | Dochody budżetu 2013 [mln zł] | Zadłużenie samorządu względem dochodów 2013 [%] | Przeciętna stopa bezrobocia (30 czerwca 2014) |
| ---- | ----- | ------------------------- | --------------------------------- | -------------------- | ----------------------------- | ----------------------------- | ----------------------------------------------- | --------------------------------------------- |
|      |       | Ostrołęka                 | 52 792                            | 28,63                | 268,22                        | 242,53                        | 33,7%                                           | 14,9%                                         |
|      |       | Płock                     | 122 572                           | 88,04                | 731,89                        | 685,08                        | 56,8%                                           | 12,0%                                         |
|      |       | Radom                     | 217 834                           | 111,80               | 1007,37                       | 986,35                        | 40,2%                                           | 21,6%                                         |
|      |       | Siedlce                   | 76 585                            | 31,86                | 362,22                        | 350,10                        | 76,9%                                           | 10,6%                                         |
|      |       | Warszawa                  | 1 729 119                         | 517,24               | 12 147,98                     | 12 222,70                     | 48,5%                                           | 4,6%                                          |

## Urbanizacja

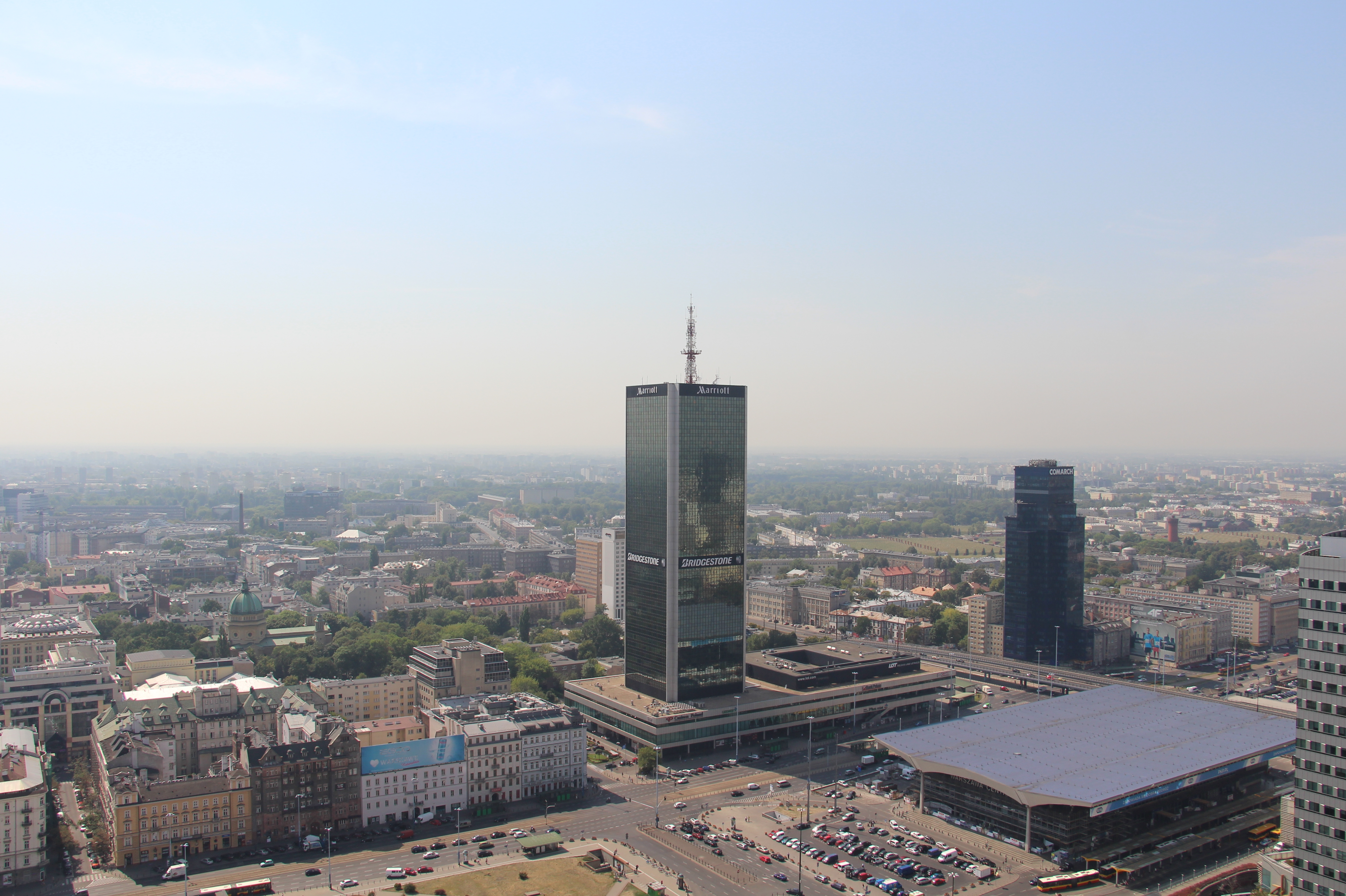
Warszawa

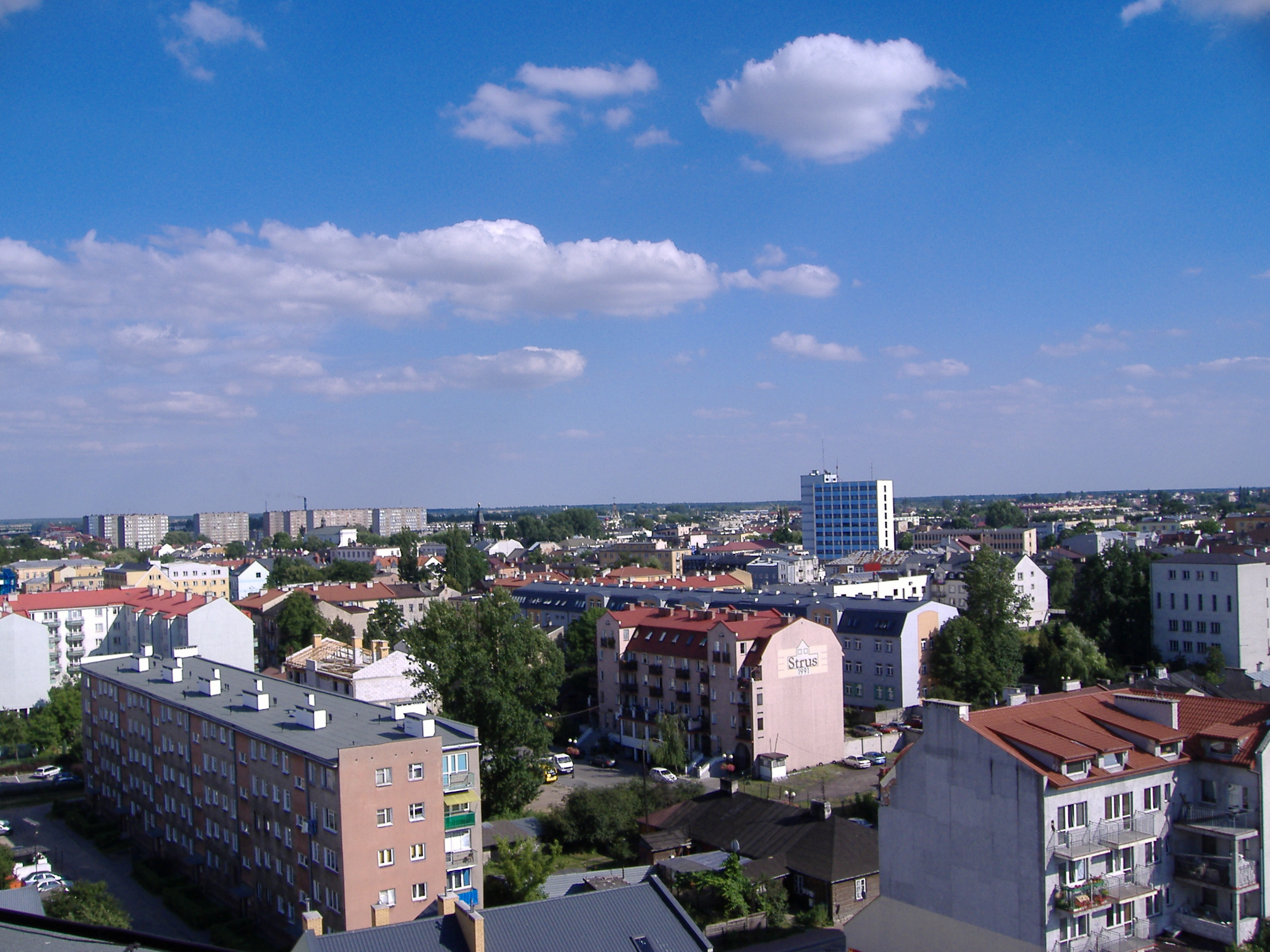
Siedlce

W województwie mazowieckim jest 111 miast, w tym 5 miast na prawach powiatu.
| Herb | Miasto                 | Powiat              | Ludność (30 czerwca 2014) | Pow. (km²) | Gęst. zal. (os./km²) |
| ---- | ---------------------- | ------------------- | ------------------------- | ---------- | -------------------- |
|      | Warszawa               | na prawach powiatu  | 1 729 119                 | 517,90     | 3339                 |
|      | Radom                  | na prawach powiatu  | 217 834                   | 111,80     | 1948                 |
|      | Płock                  | na prawach powiatu  | 122 572                   | 88,06      | 1392                 |
|      | Siedlce                | na prawach powiatu  | 76 585                    | 31,87      | 2403                 |
|      | Pruszków               | pruszkowski         | 59 796                    | 19,19      | 3116                 |
|      | Legionowo              | legionowski         | 54 246                    | 13,60      | 3989                 |
|      | Ostrołęka              | na prawach powiatu  | 52 792                    | 29,00      | 1820                 |
|      | Piaseczno              | piaseczyński        | 45 270                    | 16,22      | 2791                 |
|      | Otwock                 | otwocki             | 45 073                    | 47,33      | 952                  |
|      | Ciechanów              | ciechanowski        | 44 673                    | 32,84      | 1360                 |
|      | Żyrardów               | żyrardowski         | 41 056                    | 14,35      | 2861                 |
|      | Mińsk Mazowiecki       | miński              | 40 028                    | 13,12      | 3051                 |
|      | Wołomin                | wołomiński          | 37 418                    | 17,24      | 2170                 |
|      | Sochaczew              | sochaczewski        | 37 333                    | 26,13      | 1429                 |
|      | Ząbki                  | wołomiński          | 32 376                    | 11,13      | 2909                 |
|      | Mława                  | mławski             | 30 893                    | 35,50      | 870                  |
|      | Grodzisk Mazowiecki    | grodziski           | 29 988                    | 13,19      | 2274                 |
|      | Marki                  | wołomiński          | 29 395                    | 26,03      | 1129                 |
|      | Nowy Dwór Mazowiecki   | nowodworski         | 28 361                    | 28,27      | 1003                 |
|      | Wyszków                | wyszkowski          | 27 205                    | 20,78      | 1305                 |
|      | Piastów                | pruszkowski         | 22 862                    | 5,76       | 3969                 |
|      | Ostrów Mazowiecka      | ostrowski           | 22 770                    | 22,09      | 1031                 |
|      | Płońsk                 | płoński             | 22 435                    | 11,60      | 1934                 |
|      | Kobyłka                | wołomiński          | 21 132                    | 19,64      | 1076                 |
|      | Józefów                | otwocki             | 20 013                    | 23,92      | 837                  |
|      | Sulejówek              | miński              | 19 385                    | 19,31      | 1004                 |
|      | Pionki                 | radomski            | 19 286                    | 18,34      | 1052                 |
|      | Pułtusk                | pułtuski            | 19 229                    | 23,00      | 836                  |
|      | Gostynin               | gostyniński         | 19 026                    | 32,40      | 587                  |
|      | Sokołów Podlaski       | sokołowski          | 18 730                    | 17,50      | 1070                 |
|      | Sierpc                 | sierpecki           | 18 468                    | 18,60      | 993                  |
|      | Kozienice              | kozienicki          | 18 150                    | 10,45      | 1737                 |
|      | Zielonka               | wołomiński          | 17 434                    | 79,48      | 219                  |
|      | Konstancin-Jeziorna    | piaseczyński        | 17 371                    | 17,74      | 979                  |
|      | Przasnysz              | przasnyski          | 17 337                    | 25,16      | 689                  |
|      | Garwolin               | garwoliński         | 17 160                    | 22,08      | 777                  |
|      | Łomianki               | warszawski zachodni | 16 632                    | 8,40       | 1980                 |
|      | Grójec                 | grójecki            | 16 430                    | 8,57       | 1917                 |
|      | Milanówek              | grodziski           | 16 427                    | 13,52      | 1215                 |
|      | Brwinów                | pruszkowski         | 13 124                    | 10,06      | 1305                 |
|      | Węgrów                 | węgrowski           | 12 814                    | 35,50      | 361                  |
|      | Błonie                 | warszawski zachodni | 12 536                    | 9,12       | 1375                 |
|      | Szydłowiec             | szydłowiecki        | 12 030                    | 21,93      | 549                  |
|      | Warka                  | grójecki            | 11 780                    | 26,77      | 440                  |
|      | Góra Kalwaria          | piaseczyński        | 11 678                    | 13,72      | 851                  |
|      | Radzymin               | wołomiński          | 11 572                    | 23,32      | 496                  |
|      | Ożarów Mazowiecki      | warszawski zachodni | 10804                     | 5,71       | 1892                 |
|      | Karczew                | otwocki             | 10 132                    | 28,12      | 360                  |
|      | Maków Mazowiecki       | makowski            | 10 098                    | 10,30      | 980                  |
|      | Żuromin                | żuromiński          | 8988                      | 11,11      | 809                  |
|      | Zwoleń                 | zwoleński           | 8072                      | 15,91      | 507                  |
|      | Tłuszcz                | wołomiński          | 8015                      | 7,91       | 1013                 |
|      | Nasielsk               | nowodworski         | 7632                      | 12,57      | 607                  |
|      | Białobrzegi            | białobrzeski        | 7122                      | 7,51       | 948                  |
|      | Łosice                 | łosicki             | 7111                      | 23,75      | 299                  |
|      | Łochów                 | węgrowski           | 6793                      | 13,39      | 507                  |
|      | Mszczonów              | żyrardowski         | 6466                      | 8,56       | 755                  |
|      | Przysucha              | przysuski           | 6135                      | 7,02       | 874                  |
|      | Lipsko                 | lipski              | 5769                      | 15,70      | 367                  |
|      | Iłża                   | radomski            | 5010                      | 15,83      | 316                  |
|      | Łaskarzew              | garwoliński         | 4904                      | 15,35      | 319                  |
|      | Raciąż                 | płoński             | 4629                      | 18,60      | 249                  |
|      | Pilawa                 | garwoliński         | 4450                      | 6,62       | 672                  |
|      | Skaryszew              | radomski            | 4295                      | 27,49      | 156                  |
|      | Gąbin                  | płocki              | 4152                      | 27,95      | 149                  |
|      | Serock                 | legionowski         | 4140                      | 13,43      | 308                  |
|      | Tarczyn                | piaseczyński        | 4091                      | 5,24       | 781                  |
|      | Żelechów               | garwoliński         | 4071                      | 12,14      | 335                  |
|      | Jedlnia-Letnisko       | radomski            | 3976                      | 8,22       | 484                  |
|      | Nowe Miasto nad Pilicą | grójecki            | 3898                      | 11,25      | 346                  |
|      | Podkowa Leśna          | grodziski           | 3849                      | 10,13      | 380                  |
|      | Halinów                | miński              | 3674                      | 2,84       | 1294                 |
|      | Mrozy                  | miński              | 3481                      | 7,73       | 450                  |
|      | Myszyniec              | ostrołęcki          | 3308                      | 10,74      | 308                  |
|      | Zakroczym              | nowodworski         | 3224                      | 19,97      | 161                  |
|      | Glinojeck              | ciechanowski        | 3133                      | 7,37       | 425                  |
|      | Drobin                 | płocki              | 2978                      | 9,65       | 309                  |
|      | Chorzele               | przasnyski          | 2945                      | 17,51      | 168                  |
|      | Kałuszyn               | miński              | 2943                      | 12,30      | 239                  |
|      | Różan                  | makowski            | 2743                      | 6,67       | 411                  |
|      | Wyszogród              | płocki              | 2690                      | 12,96      | 208                  |
|      | Mogielnica             | grójecki            | 2380                      | 12,98      | 183                  |
|      | Siennica               | miński              | 2308                      | 11,78      | 196                  |
|      | Cegłów                 | miński              | 2226                      | 7,67       | 29                   |
|      | Kosów Lacki            | sokołowski          | 2158                      | 11,57      | 187                  |
|      | Sanniki                | gostyniński         | 2084                      | 11,76      | 177                  |
|      | Sochocin               | płoński             | 1997                      | 6,83       | 292                  |
|      | Brok                   | ostrowski           | 1974                      | 28,06      | 70                   |
|      | Bieżuń                 | żuromiński          | 1910                      | 12,07      | 158                  |
|      | Mordy                  | siedlecki           | 1822                      | 4,54       | 401                  |
|      | Dobre                  | Powiat miński       | 1820                      | 8,61       | 211                  |
|      | Lubowidz               | żuromiński          | 1798                      | 5,27       | 341                  |
|      | Nowe Miasto            | płoński             | 1644                      | 8,91       | 185                  |
|      | Maciejowice            | garwoliński         | 1410                      | 10,88      | 130                  |
|      | Wiskitki               | żyrardowski         | 1404                      | 6,61       | 212                  |
|      | Latowicz               | miński              | 1377                      | 25,73      | 54                   |
|      | Bodzanów               | płocki              | 1265                      | 4,82       | 266                  |
|      | Osieck                 | otwocki             | 1099                      | 26,59      | 41,3                 |
|      | Czerwińsk nad Wisłą    | płoński             | 1089                      | 7          | 146,1                |
|      | Jastrząb               | szydłowiecki        | 1065                      | 12,55      | 54                   |
|      | Odrzywół               | przysuski           | 967                       | 7,93       | 122                  |
|      | Magnuszew              | kozienicki          | 966                       | 9,18       | 105                  |
|      | Solec nad Wisłą        | lipski              | 965                       | 20,91      | 46                   |
|      | Sienno                 | lipski              | 928                       | 10,70      | 86,78                |
|      | Jadów                  | wołomiński          | 927                       | 4,63       | 202                  |
|      | Wyśmierzyce            | białobrzeski        | 908                       | 16,84      | 54                   |
|      | Przytyk                | radomski            | 907                       | 2,84       | 320                  |
|      | Głowaczów              | kozienicki          | 825                       | 5,96       | 138                  |
|      | Gielniów               | przysuski           | 779                       | 12,06      | 65                   |
|      | Ciepielów              | lipski              | 738                       | 6,86       | 106                  |
|      | Kazanów                | zwoleński           | 397                       | 4,38       | 91                   |

## Podregiony statystyczne
Z dniem 1 stycznia 2018 roku województwo mazowieckie zostało ujęte w klasyfikacji statystycznej NUTS Unii Europejskiej jako dwa odrębne regiony NUTS 2. Podział ten ma umożliwić bardziej szczegółową analizę danych ekonomicznych w regionach i związaną z tym skuteczniejszą alokację funduszy europejskich (Mazowsze podzielone na dwa regiony ma większe możliwości pozyskania środków unijnych – z uwagi na znaczne różnice w wysokości wskaźników ekonomicznych między regionem warszawskim stołecznym a regionem mazowieckim regionalnym).
Region warszawski stołeczny (PL91) składa się z 3 podregionów statystycznych NUTS 3:
- Miasto Warszawa (PL911)
- podregion warszawski wschodni (PL912)
- podregion warszawski zachodni (PL913)

Region mazowiecki regionalny (PL92) składa się z 6 podregionów statystycznych NUTS 3:
- podregion radomski (PL921)
- podregion ciechanowski (PL922)
- podregion płocki (PL923)
- podregion ostrołęcki (PL924)
- podregion siedlecki (PL925)
- podregion żyrardowski (PL926)

## Administracja i polityka

### Samorząd województwa
Organem stanowiącym samorządu jest Sejmik Województwa Mazowieckiego, składający się z 51 radnych. Siedzibą sejmiku województwa jest Warszawa.
Sejmik wybiera organ wykonawczy samorządu, którym jest zarząd województwa, składający się z 5 członków z przewodniczącym mu marszałkiem.
Budżet województwa mazowieckiego w 2013 r. zamknął się dochodami w wysokości 2191,6 mln zł oraz wydatkami w wysokości 2164,7 mln zł. Zadłużenie samorządu na koniec 2013 r. wyniosło 1587,5 mln zł, co stanowiło 73,3% wysokości wykonywanych dochodów samorządu.
W 2012 r. przeciętne zatrudnienie administracji samorządu wojewódzkiego wynosiło 2903 osoby.
Zasugerowano, aby ta sekcja została przeniesiona do artykułu Zarząd Województwa Mazowieckiego. (dyskusja)

#### Marszałek Województwa Mazowieckiego
- Adam Struzik (PSL), od 2001[19]

#### Wicemarszałkowie Województwa Mazowieckiego

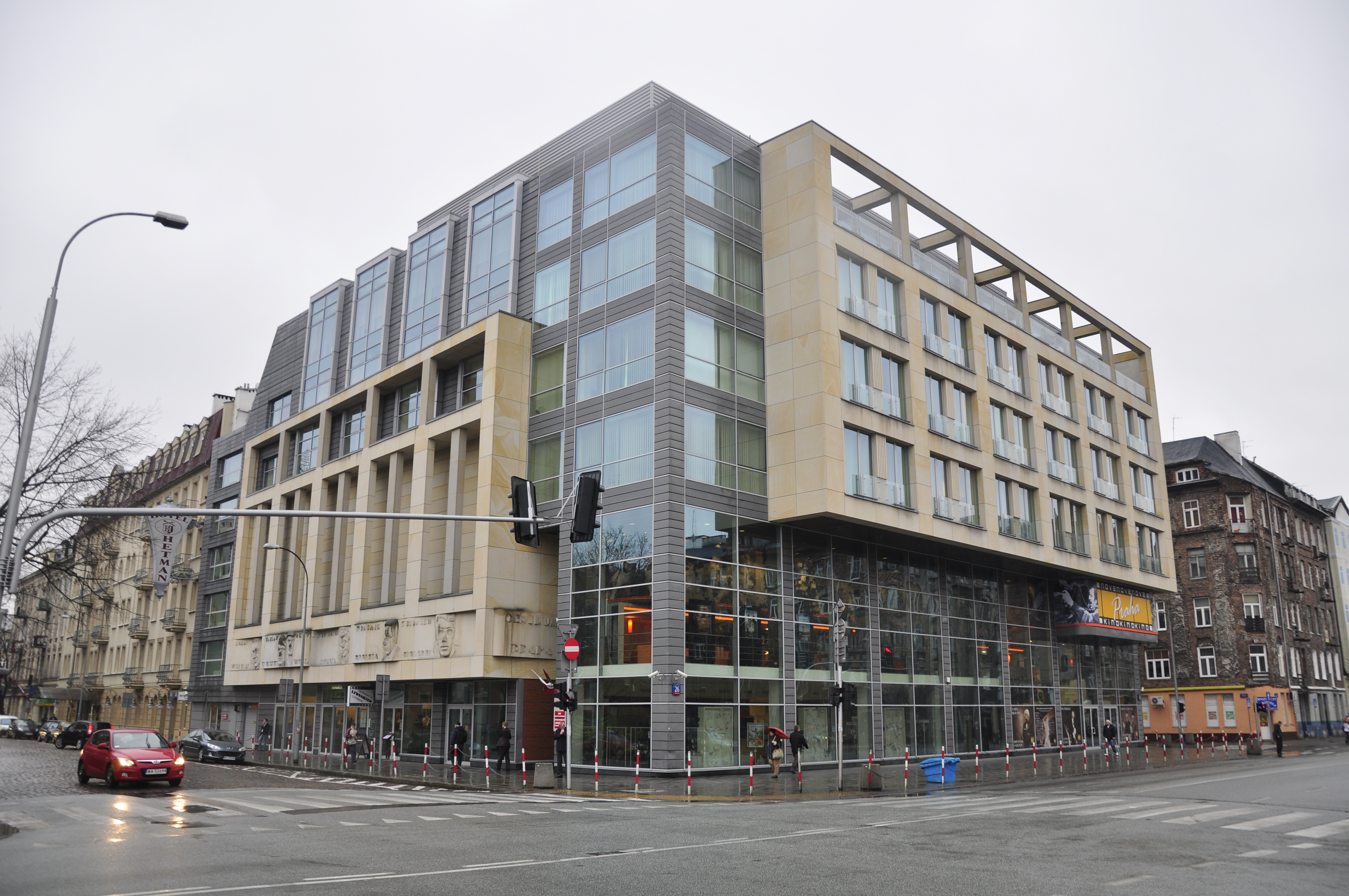
Nove Kino Praha – siedziba sejmiku i urzędu marszałkowskiego

- Wiesław Raboszuk (PO), od 2015
- Rafał Rajkowski (PO), od 2018

#### Członkowie Zarządu Województwa Mazowieckiego
- Janina Orzełowska (PSL), od 2010
- Anna Brzezińska (PO), od 2024[20]

#### były Marszałek Województwa Mazowieckiego
- Zbigniew Kuźmiuk (PSL), od 1999 do 2001

#### byli wicemarszałkowie Województwa Mazowieckiego
- Leszek Mizieliński (SLD), od 1999 do 2001
- Jerzy Dobek (PSL), od 1999 do 2002
- Marek Lejk (SLD), od 2001 do 2002
- Antoni Pietkiewicz (PiS), od 2002 do 2003
- Wojciech Wierzejski (LPR), od 2002 do 2004
- Bogusław Kowalski (LPR), od 2003 do 2005
- Arkadiusz Czartoryski (PiS), od 2004 do 2005
- Waldemar Roszkiewicz (rekomendowany przez LPR), od 2005 do 2010
- Janusz Kotowski (PiS), od 2005 do 2006
- Tomasz Siemoniak (PO), od 2006 do 2007
- Jacek Kozłowski od 2006 do 2007
- Stefan Kotlewski (PO), od 2007 do 2010
- Ludwik Rakowski (PO), od 2008 do 2010
- Marcin Kierwiński (PO), od 2010 do 2011
- Krzysztof Strzałkowski (PO), od 2010 do 2014
- Leszek Ruszczyk (PO), od 2011 do 2015

#### byli członkowie Zarządu Województwa Mazowieckiego
- Henryk Kisielewski (PSL), od 1999 do 2001
- Leszek Kwiatek (SLD), od 1999 do 2001
- Jolanta Gontarczyk (SLD), od 2001 do 2002
- Zbigniew Ptasiewicz (SLD), od 2001 do 2002
- Bogusław Kowalski (LPR), od 2002 do 2003
- Paweł Zalewski (PiS), od 2002 do 2003
- Arkadiusz Czartoryski (PiS), od 2003 do 2004
- Tomasz Sieradz (PO), od 2003 do 2006
- Waldemar Roszkiewicz (rekomendowany przez LPR), od 2004 do 2005[21]
- Jan Engelgard (LPR), od 2005 do 2006
- Piotr Szprendałowicz (rekomendowany przez PO), od 2006 do 2010
- Leszek Ruszczyk (PO), od 2010 do 2011
- Elżbieta Lanc (PO), od 2014 do 2024

### Administracja państwowa

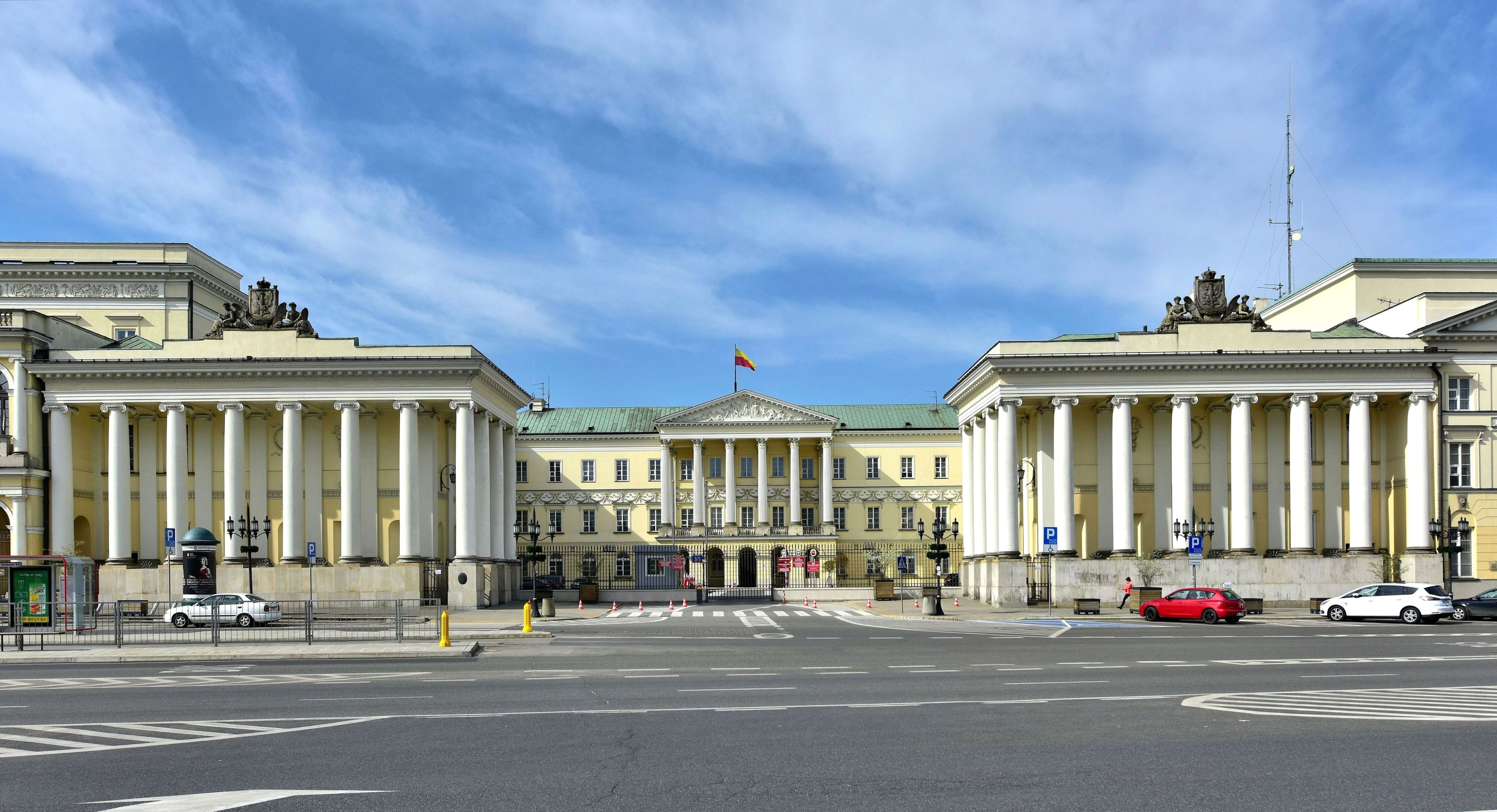
Pałac Komisji Rządowej Przychodów i Skarbu w Warszawie, siedziba Wojewody Mazowieckiego

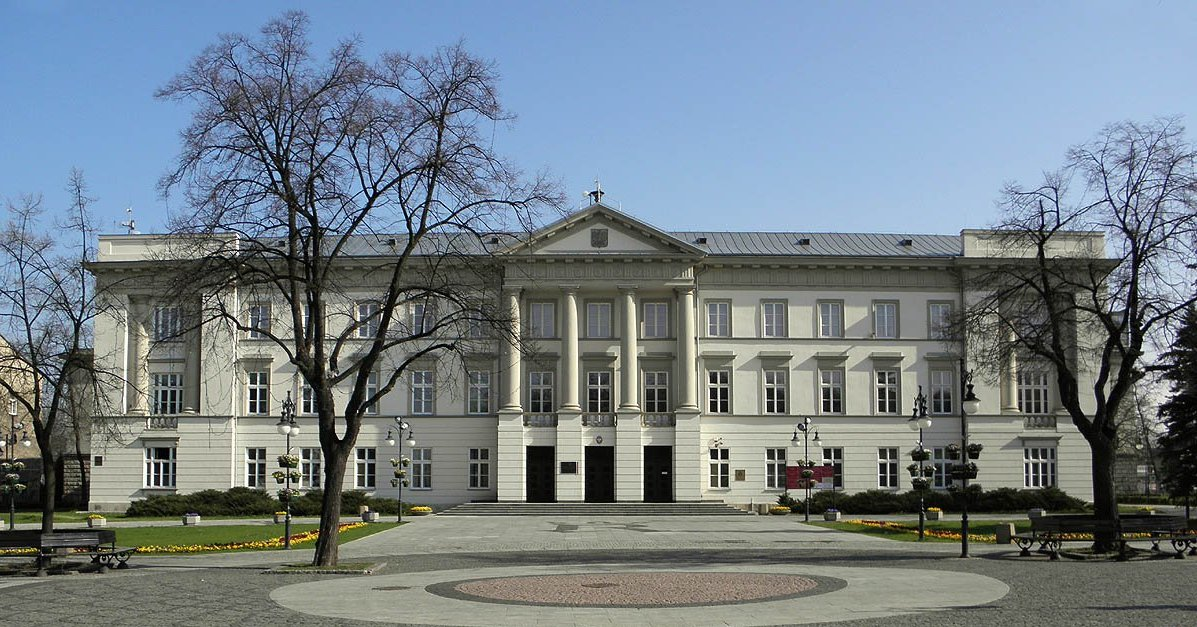
Pałac Sandomierski w Radomiu – siedziba radomskiej delegatury Mazowieckiego Urzędu Wojewódzkiego

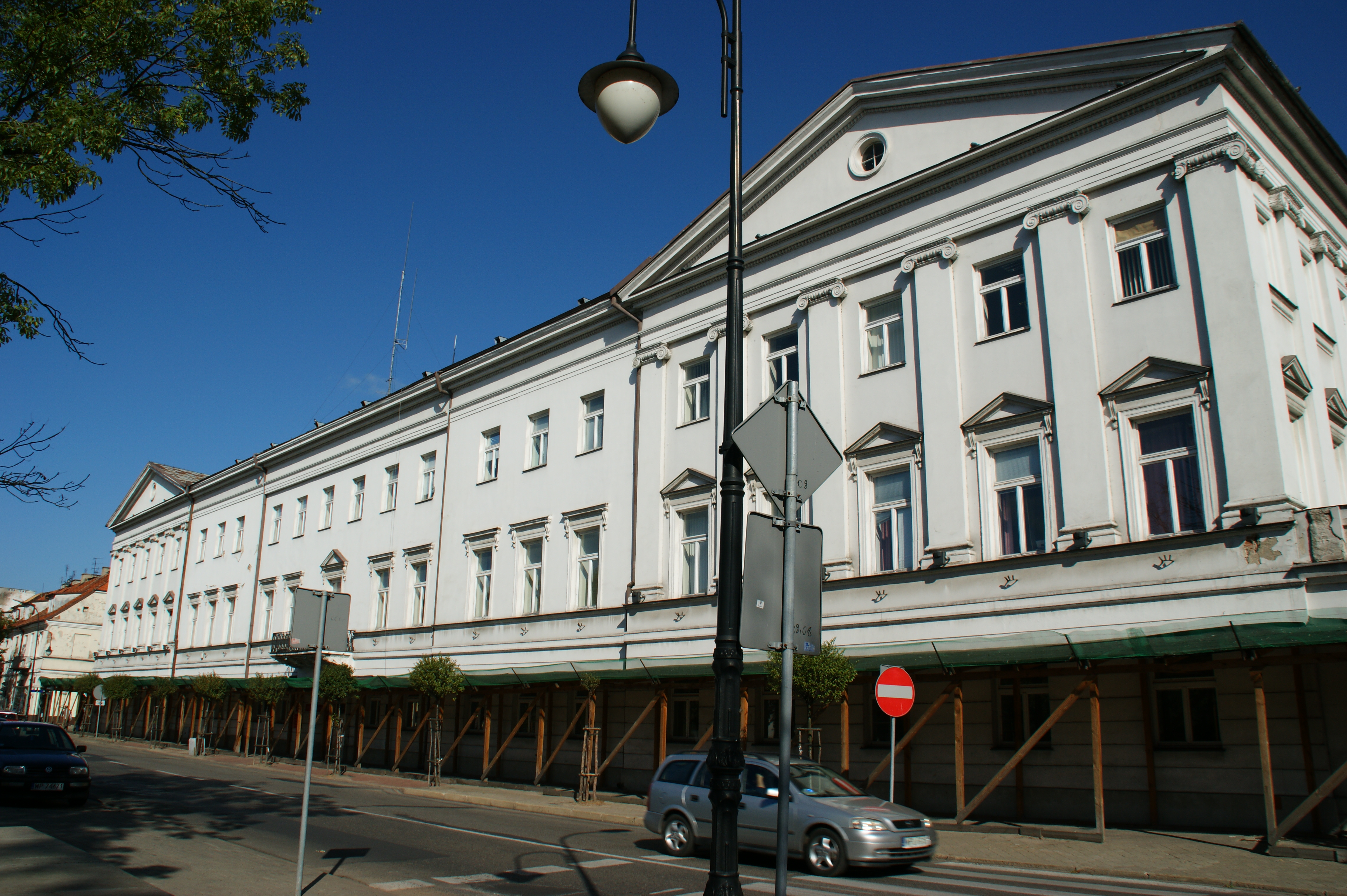
Kamera Pruska w Płocku – siedziba płockiej delegatury Mazowieckiego Urzędu Wojewódzkiego

Terenowym organem administracji rządowej jest Wojewoda Mazowiecki, wyznaczany przez Prezesa Rady Ministrów. Siedzibą wojewody jest Warszawa, gdzie znajduje się Mazowiecki Urząd Wojewódzki w Warszawie. Siedzibą urzędu i wojewody są połączone pałace Komisji Rządowej Przychodów i Skarbu i Ministra Skarbu przy placu Bankowym 3/5.
W celu usprawnienia działania urzędu działa także jego 5 delegatur (placówek zamiejscowych): w Ciechanowie, Ostrołęce, Płocku, Radomiu i Siedlcach.
Delegatury urzędu wojewódzkiego obejmują swoim zasięgiem działania:
- delegatura w Ciechanowie – powiaty: ciechanowski, mławski, pułtuski, płoński, żuromiński;
- delegatura w Ostrołęce – powiaty: ostrołęcki, makowski, ostrowski, przasnyski i miasto na prawach powiatu Ostrołęka;
- delegatura w Płocku – powiaty: płocki, gostyniński, sierpecki i miasto na prawach powiatu Płock;
- delegatura w Radomiu – powiaty: radomski, białobrzeski, grójecki, kozienicki, lipski, przysuski, szydłowiecki, zwoleński i miasto na prawach powiatu Radom;
- delegatura w Siedlcach – powiaty: siedlecki, łosicki, garwoliński, sokołowski, węgrowski i miasto na prawach powiatu Siedlce.

#### Wojewodowie Mazowieccy
- Antoni Pietkiewicz od 1 stycznia 1999 do 21 października 2001
- Leszek Mizieliński (SLD), od 21 października 2001 do 10 stycznia 2006
- Tomasz Koziński (PiS), od 10 stycznia 2006 do 17 stycznia 2007
- Wojciech Dąbrowski (PiS), od 18 stycznia 2007 do 1 lutego 2007
- Jacek Sasin (PiS), od 15 lutego 2007 do 29 listopada 2007
- Jacek Kozłowski (PO), od 29 listopada 2007 do 8 grudnia 2015
- Zdzisław Sipiera (PiS), od 8 grudnia 2015 do 11 listopada 2019
- Konstanty Radziwiłł (PiS), od 25 listopada 2019 do 15 marca 2023
- Tobiasz Bocheński (PiS), od 18 kwietnia 2023 do 13 grudnia 2023
- Mariusz Frankowski (PO), od 14 grudnia 2023[25]

#### Wicewojewodowie Mazowieccy
- Stanisław Pietrzak (UW), I wicewojewoda od 1999 do 2000
- Andrzej Wieczorek (AWS), I wicewojewoda od 2000 do 2001
- Dariusz Krajowski-Kukiel (UW), II wicewojewoda od 1999 do 2001
- Maciej Sieczkowski (UP), I wicewojewoda od 2001 do 2006
- Elżbieta Lanc (PSL), II wicewojewoda od października od 2001 do 2003
- Adam Mroczkowski (PL-D), II wicewojewoda od 12 maja 2003 do 11 stycznia 2006
- Jacek Sasin (PiS), I wicewojewoda od 10 stycznia 2006 do 15 lutego 2007
- Cezary Pomarański, II wicewojewoda od 12 stycznia 2006 do 4 grudnia 2007
- Marek Martynowski (PiS), I wicewojewoda od 19 kwietnia 2007 do 13 listopada 2007
- Dariusz Piątek (PSL), I wicewojewoda od 27 grudnia 2007 do 10 grudnia 2015
- Sylwester Dąbrowski (PiS), I wicewojewoda od 11 stycznia 2016 do grudnia 2023
- Artur Standowicz (PiS), II wicewojewoda od 11 stycznia 2016 do grudnia 2023
- Robert Sitnik (Polska 2050), I wicewojewoda od stycznia 2024[26]
- Patryk Fajdek (Nowa Lewica), II wicewojewoda od stycznia 2024

## Charakterystyka gospodarki

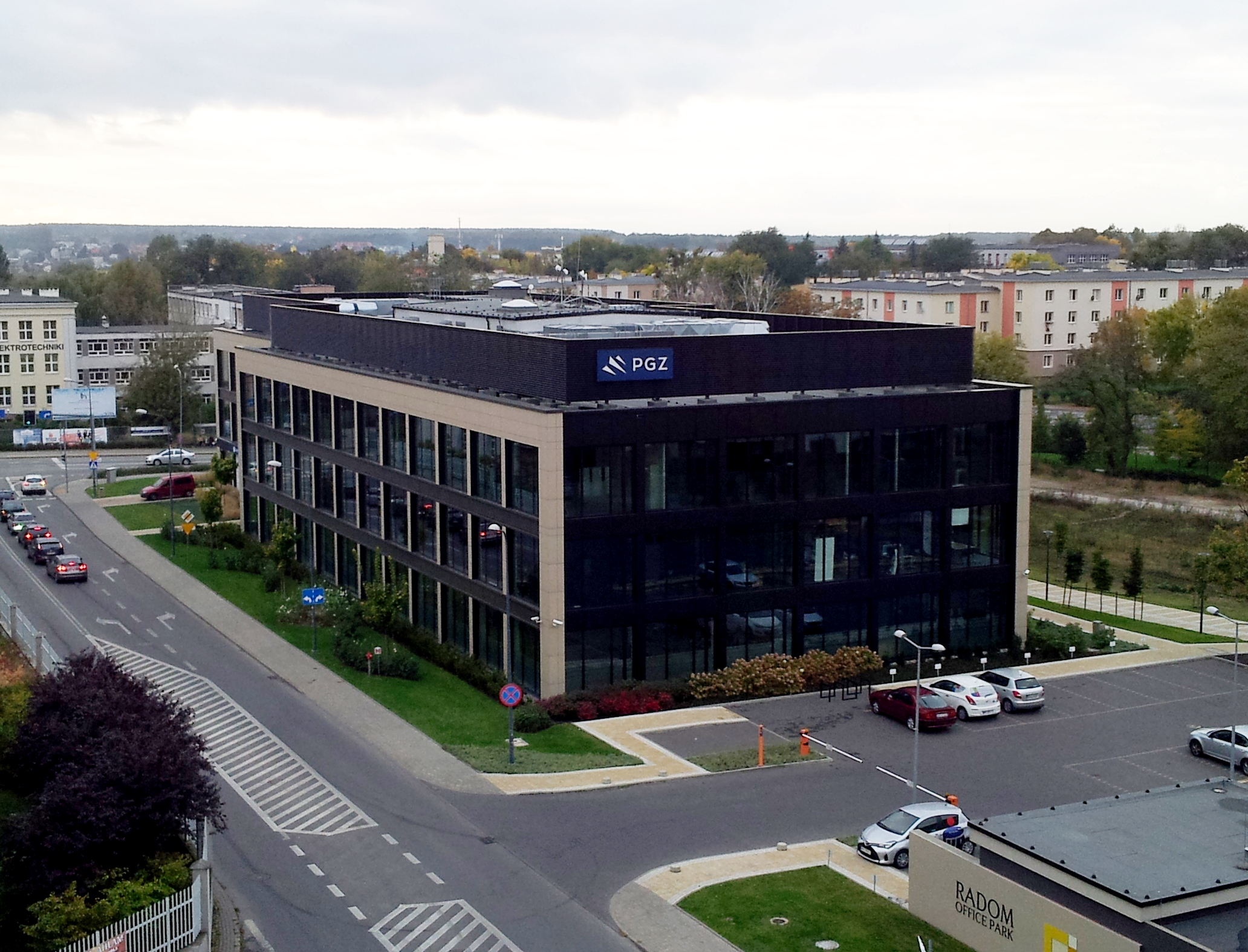
Radom – siedziba PGZ SA

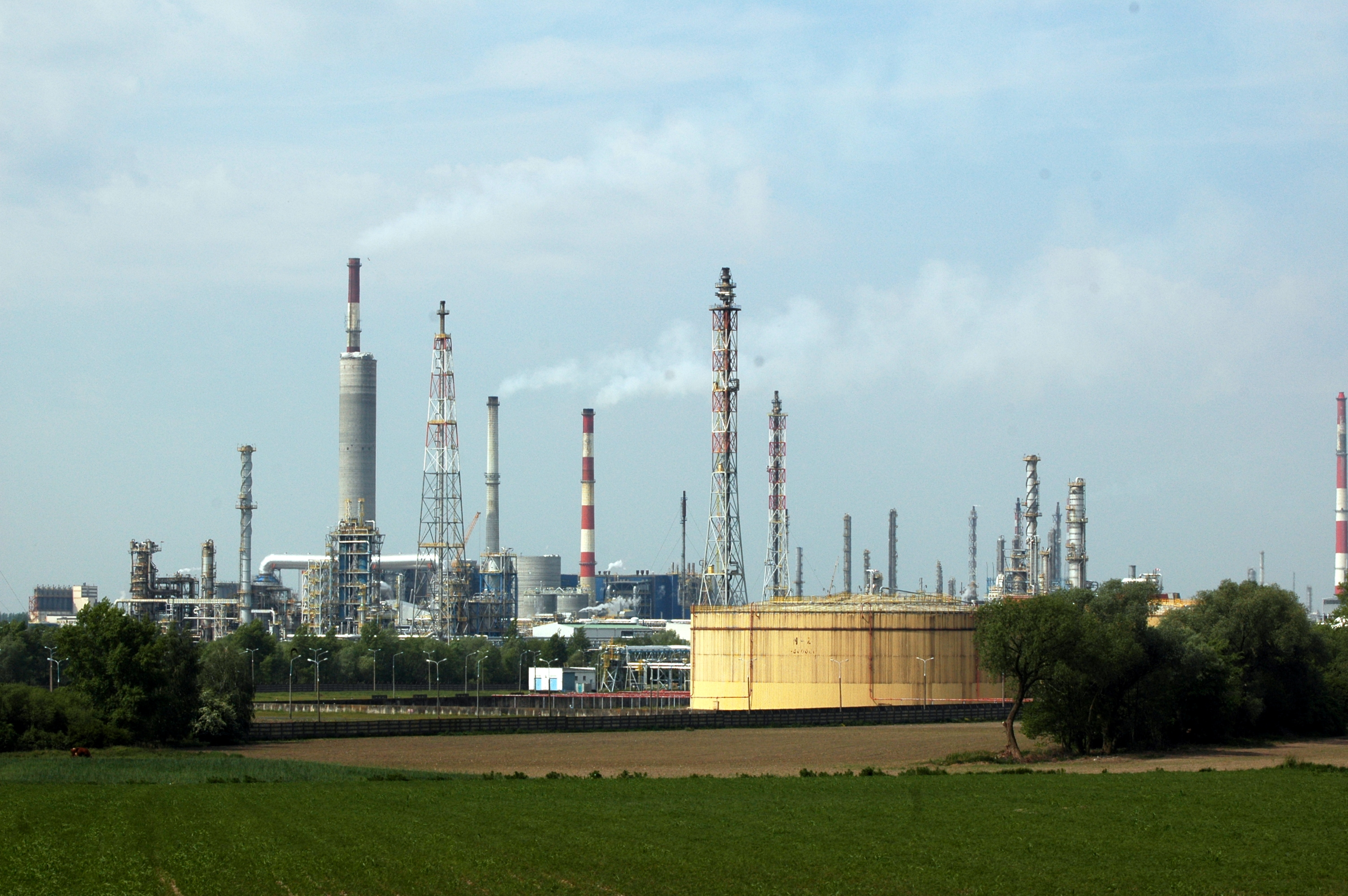
Płock – PKN Orlen

W 2012 r. produkt krajowy brutto województwa mazowieckiego wynosił 353,3 mld zł, co stanowiło 21,9% PKB Polski. Należy jednak podkreślić, że 59,1% PKB województwa wytwarza sama Warszawa. Produkt krajowy brutto na 1 mieszkańca mazowieckiego wynosił 66,8 tys. zł (159,2% średniej krajowej), co lokowało na 1. miejscu względem innych województw. Według Eurostatu w 2011 r. PKB na 1 mieszkańca woj. mazowieckiego, według zestandaryzowanego parytetu siły nabywczej, wynosiło 107% średniego PKB w Unii Europejskiej, natomiast PKB województwa bez uwzględnienia siły nabywczej stanowiło w 2009 r. 55,3% średniego PKB Unii (13 000 euro na mieszkańca wobec średniej w Unii 23 500 euro).
W 2010 r. produkcja sprzedana przemysłu w województwie mazowieckim wynosiła 199,3 mld zł, co stanowiło 20,2% produkcji przemysłu Polski. Sprzedaż produkcji budowlano-montażowej w mazowieckim wynosiła 37,4 mld zł, co stanowiło 23,3% tej sprzedaży Polski.
W Radomiu mieści się siedziba jednego z największych koncernów obronnych w Europie – Polskiej Grupy Zbrojeniowej SA. W Płocku swoją siedzibę ma PKN Orlen (4. w indeksie), największy polski koncern paliwowy. W Warszawie i w Siedlcach działa Polimex-Mostostal. W Przasnyszu swoją siedzibę ma firma Kross.
Przeciętne miesięczne wynagrodzenie mieszkańca województwa mazowieckiego we wrześniu 2019 r. wynosiło 6000,45 zł, co lokowało je na 1. miejscu względem wszystkich województw.
W końcu września 2019 liczba zarejestrowanych bezrobotnych w województwie obejmowała ok. 123,3 tys. mieszkańców, co stanowi stopę bezrobocia na poziomie 4,4% do aktywnych zawodowo.
Według danych z 2011 r. 3,2% mieszkańców w gospodarstwach domowych województwa mazowieckiego miało wydatki poniżej granicy ubóstwa skrajnego (tzn. znajdowało się poniżej minimum egzystencji), przy czym wskaźnik dla województwa mazowieckiego bez Warszawy obejmował 4,5% mieszkańców tego obszaru.

## Transport

### Transport drogowy

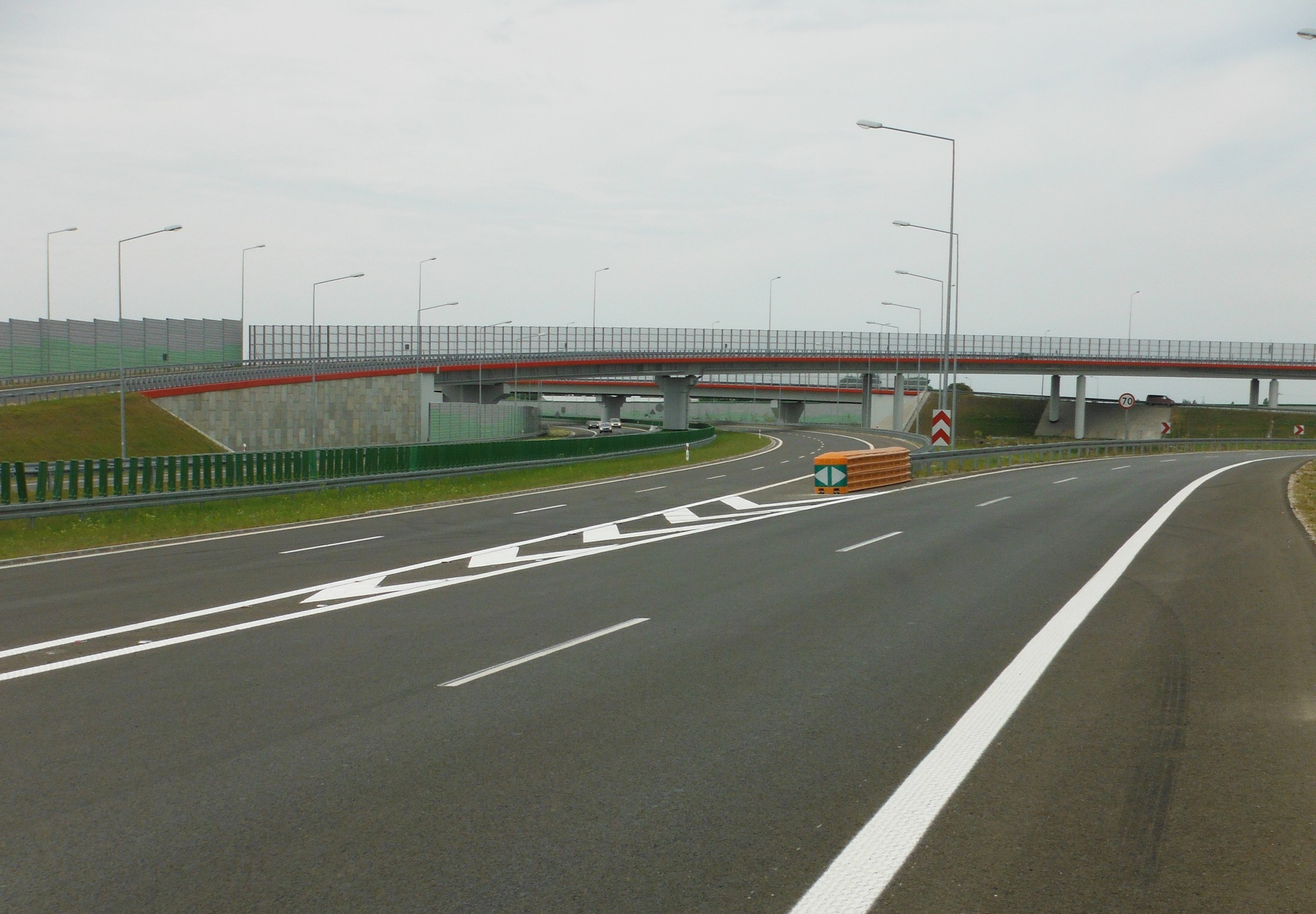
Obwodnica Warszawy S2

Przez województwo przebiegają drogi krajowe:
- droga krajowa nr 2, droga ekspresowa S2, autostrada A2 – Świecko – Poznań – Warszawa – Kukuryki
- droga krajowa nr 7, droga ekspresowa S7 – Gdańsk – Warszawa – Kraków
- droga krajowa nr 8, droga ekspresowa S8 – Suwałki – Warszawa – Wrocław
- droga krajowa nr 17, droga ekspresowa S17 (trasa europejska E372) – Warszawa – Lublin – Hrebenne
- droga krajowa nr 79, droga ekspresowa S79 – Warszawa – Sandomierz – Kraków; Lotnisko Chopina w Warszawie – A2 w gminie Raszyn
- droga krajowa nr 9 – Radom – Rzeszów
- droga krajowa nr 12, droga ekspresowa S12 – Piotrków Trybunalski – Radom – Lublin – Dorohusk
- droga krajowa nr 19 – Kuźnica – Białystok – Łosice – Lublin – Rzeszów – Barwinek
- droga krajowa nr 50, droga ekspresowa S50, autostrada A50 – Tranzytowa Obwodnica Warszawy.

### Transport kolejowy

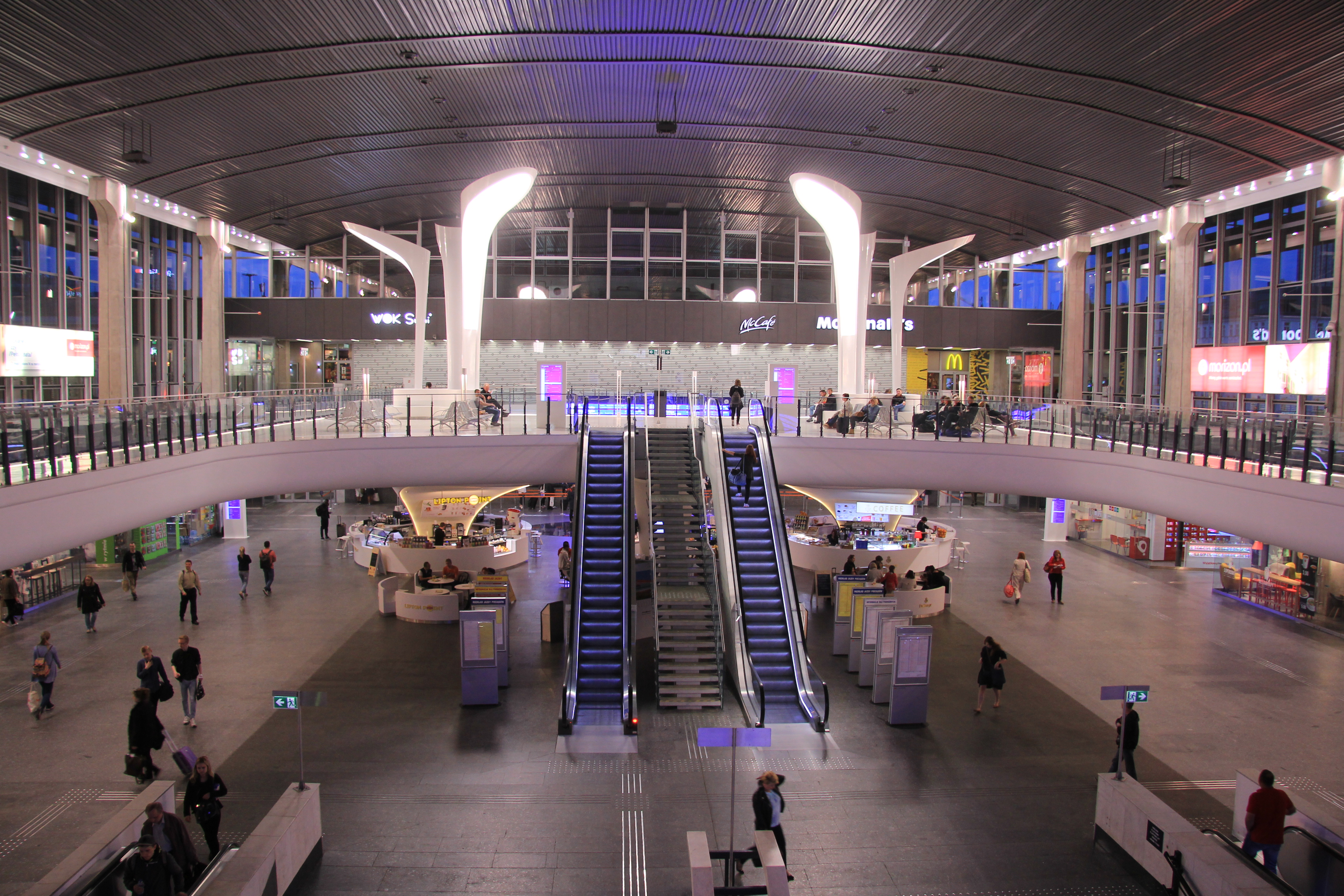
Antresola w hali Dworca Centralnego w Warszawie po przebudowie w latach 2015–2016

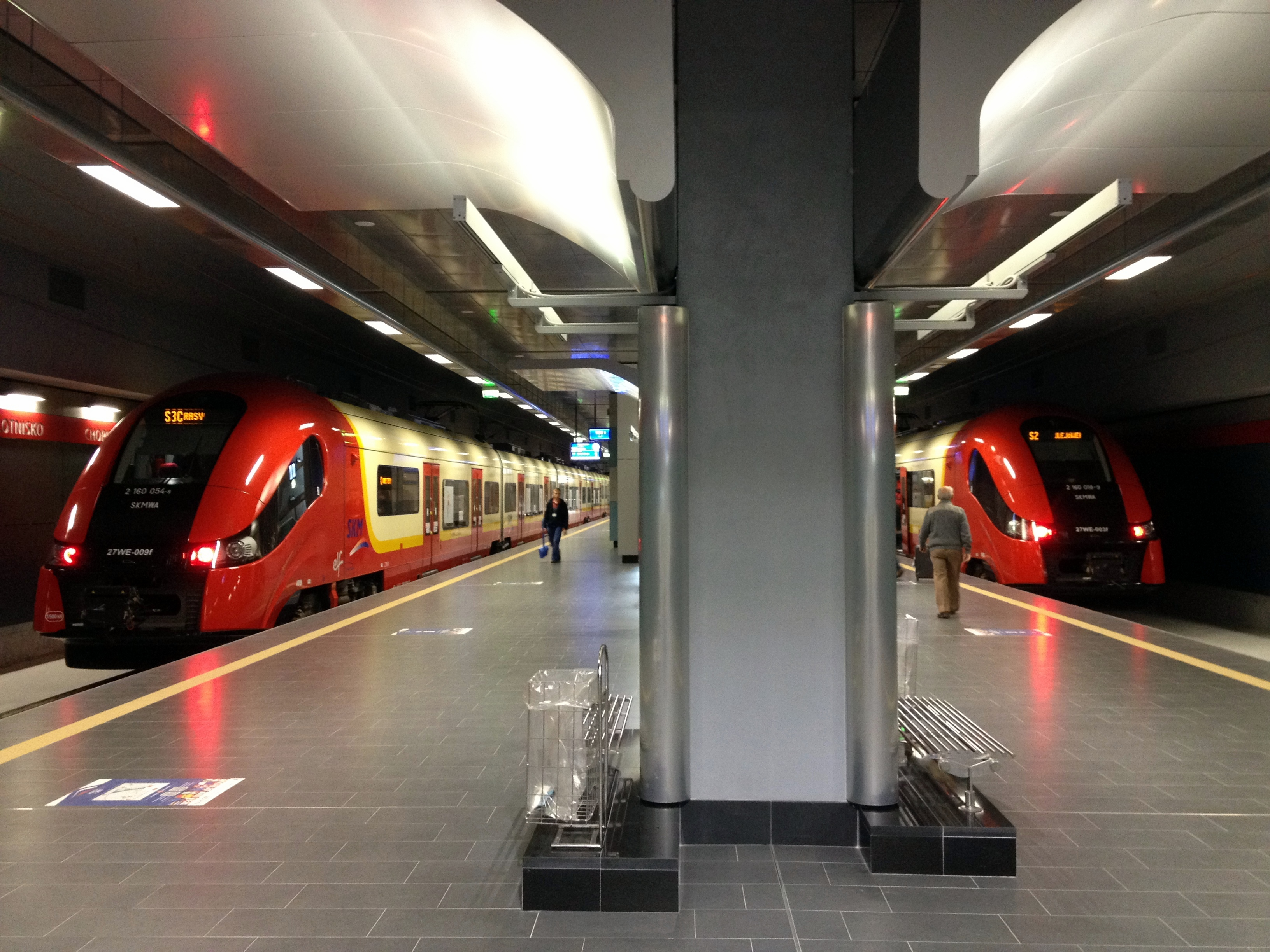
Pociągi 27WE Elf SKM linii S2 i S3 na stacji Warszawa Lotnisko Chopina

Czynne linie kolejowe na obszarze województwa:

- linia kolejowa E 20 Berlin – Warszawa – Moskwa
- linia kolejowa E 65 Warszawa – Gdynia
- linia kolejowa E 75 Warszawa – Helsinki
- linia kolejowa nr 1 Warszawa Centralna → Katowice
- linia kolejowa nr 2 Warszawa Centralna → Brześć Centralny
- linia kolejowa nr 3 Warszawa Zachodnia → Frankfurt nad Odrą
- linia kolejowa nr 4 Grodzisk Mazowiecki → Zawiercie
- linia kolejowa nr 6 Zielonka → Kuźnica Białostocka
- linia kolejowa nr 7 Warszawa Wschodnia → Jagodzin
- linia kolejowa nr 8 Warszawa Zachodnia → Kraków Główny
- linia kolejowa nr 9 Warszawa Wschodnia → Gdańsk Główny
- linia kolejowa nr 10 Legionowo → Tłuszcz
- linia kolejowa nr 12 Skierniewice → Łuków
- linia kolejowa nr 13 Krusze → Pilawa
- linia kolejowa nr 19 Warszawa Główna Towarowa → Józefinów podg.
- linia kolejowa nr 20 Warszawa Główna Towarowa → Warszawa Praga
- linia kolejowa nr 21 Warszawa Wileńska → Zielonka
- linia kolejowa nr 22 Tomaszów Mazowiecki → Radom
- linia kolejowa nr 23 Warszawa Główna Osobowa → Warszawa Zachodnia
- linia kolejowa nr 26 Radom → Łuków
- linia kolejowa nr 27 Nasielsk → Toruń Wschodni
- linia kolejowa nr 28 Wieliszew → Zegrze
- linia kolejowa nr 29 Tłuszcz → Ostrołęka
- linia kolejowa nr 31 Siedlce → Świsłocz
- linia kolejowa nr 33 Kutno → Brodnica
- linia kolejowa nr 34 Ostrołęka → Małkinia
- linia kolejowa nr 35 Ostrołęka → Szczytno
- linia kolejowa nr 36 Ostrołęka → Łapy
- linia kolejowa nr 42 Warszawa Jelonki → Radiowo
- linia kolejowa nr 45 Warszawa Wschodnia → Warszawa Grochów
- linia kolejowa nr 46 Warszawa Zachodnia → Warszawa Czyste
- Warszawska Kolej Dojazdowa:
  - linia kolejowa nr 47 Warszawa Śródmieście WKD → Grodzisk Mazowiecki Radońska
  - linia kolejowa nr 48 Podkowa Leśna Główna → Milanówek Grudów
- linia kolejowa nr 55 Siedlce → Małkinia
- linia kolejowa nr 56 Płock Radziwie → Płock Radziwie Port
- linia kolejowa nr 76 Bąkowiec → Kozienice
- linia kolejowa nr 77 Janików → Świerże Górne
- linia kolejowa nr 82 Bąkowiec → Puławy Azoty
- linia kolejowa nr 440 Warszawa Okęcie → Warszawa Lotnisko Chopina
- linia kolejowa nr 447 Warszawa Zachodnia → Grodzisk Mazowiecki
- linia kolejowa nr 448 Warszawa Zachodnia → Warszawa Rembertów
- linia kolejowa nr 449 Warszawa Rembertów → Zielonka
- linia kolejowa nr 452 Warszawa Wschodnia → Warszawa Grochów
- linia kolejowa nr 937 Warszawa Okęcie → Jeziorna

Planowana jest budowa szybkiej kolei łączącej Łódź z Warszawą, Poznaniem i Wrocławiem, tzw. linii „Y”.
Lokalny transport kolejowy zapewniają Koleje Mazowieckie, którego województwo mazowieckie jest właścicielem.
Warszawa jest jedynym posiadającym metro miastem w Polsce.

#### Tabor kolejowy
Województwo mazowieckie wraz z Kolejami Mazowieckimi i Mazowiecką Spółką Taborową są właścicielem 276 pojazdów z których stanowią 244 elektryczne zespoły trakcyjne, 17 spalinowych zespołów trakcyjnych i autobusów szynowych, 13 lokomotyw elektrycznych i 59 wagonów piętrowych systemu push-pull zakupionych głównie przez Koleje Mazowieckie.
Ponadto Mazowiecka Spółka Taborowa jest właścicielem ośmiu pojazdów serii VT627 i VT628 niemieckiej produkcji. Natomiast Urząd Marszałkowski Województwa Mazowieckiego jest właścicielem pięciu szynobusów polskiej produkcji.
Tabor niebędący własnością Kolei Mazowieckich
| Seria | Typ         | Numery                         | Liczba | Producent                  | Własność                   | Użytkownik         | Źródło |
| ----- | ----------- | ------------------------------ | ------ | -------------------------- | -------------------------- | ------------------ | ------ |
| VT627 | 627.0 627.1 | 003, 008, 101 ÷ 102, 104 ÷ 105 | 6      | LHB MaK                    | Mazowiecka Spółka Taborowa | Koleje Mazowieckie | [ 35 ] |
| VT628 | 628.0       | 002/012, 009/019               | 2      | Waggonfabrik Uerdingen LHB | Mazowiecka Spółka Taborowa | Koleje Mazowieckie | [ 35 ] |
| 222M  | 222M        | 001 ÷ 002                      | 2      | Newag                      | UM                         | Koleje Mazowieckie | [ 36 ] |
| SA135 | 214Mb       | 021 ÷ 022, 024                 | 3      | Pesa                       | UM                         | Koleje Mazowieckie |        |

### Transport lotniczy

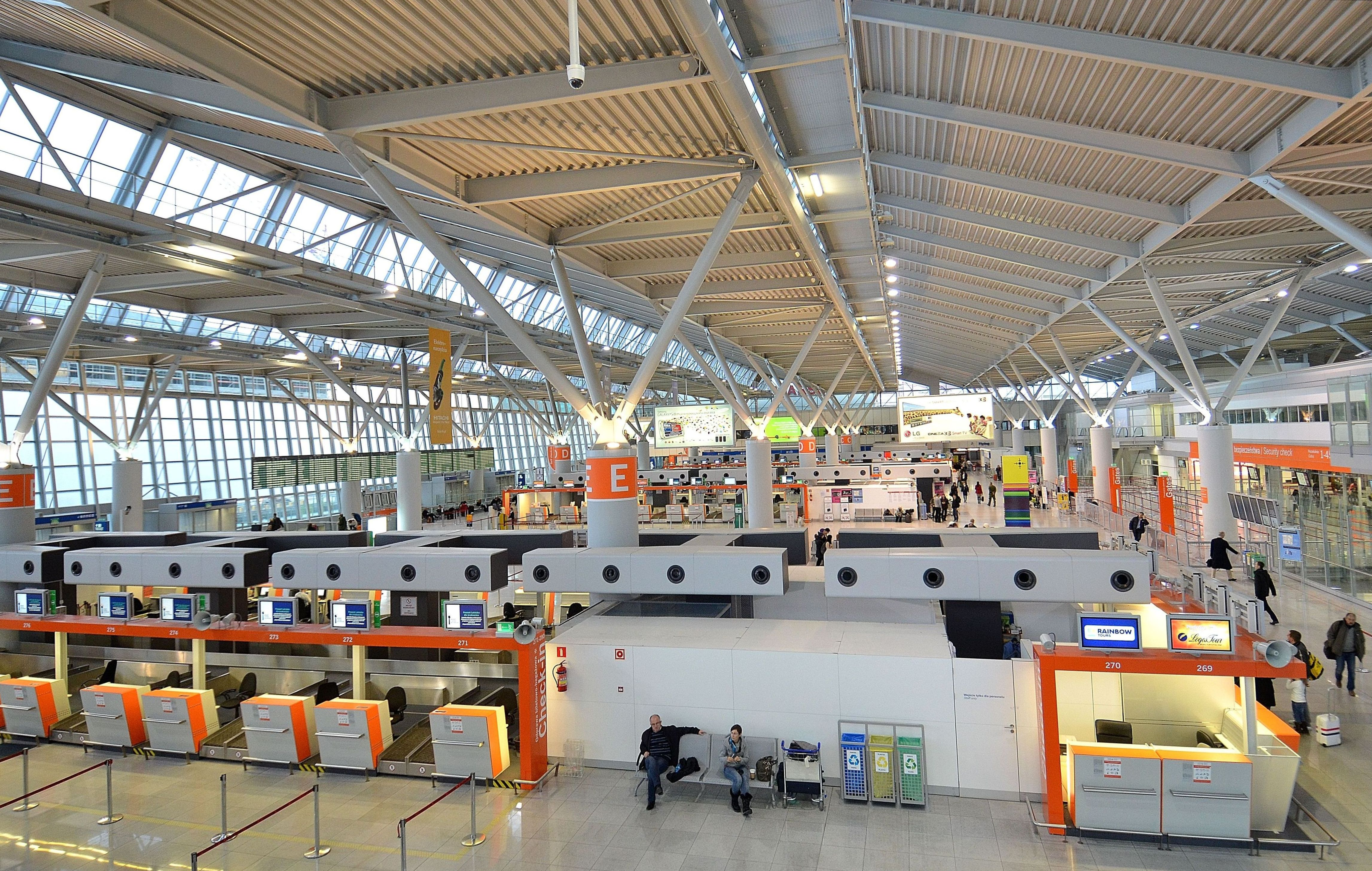
Wnętrze hali odlotów Terminalu A Lotniska Chopina w Warszawie

W województwie znajduje się największy w Polsce port lotniczy: Lotnisko Chopina w Warszawie.
Na obszarze województwa zlokalizowane są następujące lotniska:

- Lądowisko Góraszka
- Lotnisko Płock
- Lotnisko Przasnysz
- Lotnisko Radom-Piastów
- Lotnisko Sochaczew-Bielice
- Lotnisko Warszawa-Babice
- Port lotniczy Warszawa-Modlin
- Port lotniczy Warszawa-Okęcie
- Port lotniczy Warszawa-Radom

## Nauka i oświata

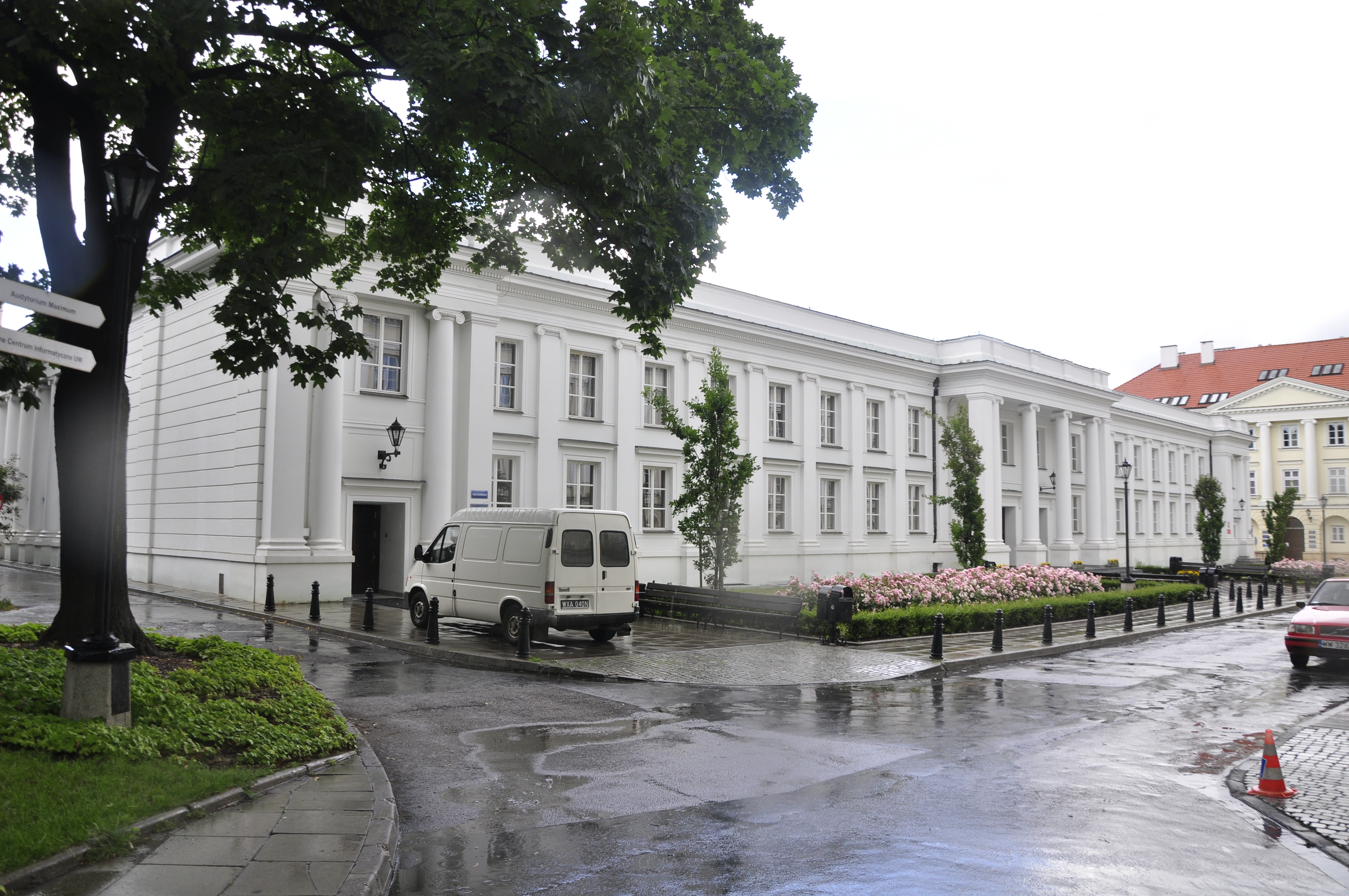
Uniwersytet Warszawski – Auditorium Maximum

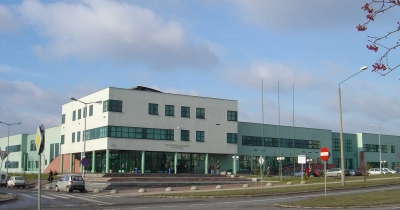
Uniwersytet Radomski – Wydział Ekonomii i Finansów

Mazowsze, w zakresie rozwoju szkolnictwa wyższego przewodzi wśród polskich województw. W szkołach wyższych kształci się tu obecnie 270 tys. studentów, czyli dwa razy tyle, co w województwie dolnośląskim, oraz półtora razy tyle, co w województwie małopolskim. W roku 2018 ok. 67% studentów kształci się na uczelniach publicznych, co w skali kraju stanów najwyższy wynik i jednocześnie świadczy o silnie rozbudowanym rynku szkolnictwa niepublicznego.
Warszawa jest największym skupiskiem uczelni (stolica skupia 75% mazowieckich szkół wyższych oraz blisko 90% studentów), ale są one również zlokalizowane w innych miastach województwa: (Płock, Pułtusk, Radom, Siedlce).
Uczelnie publiczne: (zobacz też uczelnie w Warszawie)
- Akademia Humanistyczna im. Aleksandra Gieysztora w Pułtusku
- Akademia Pożarnicza
- Akademia Sztuki Wojennej
- Akademia Pedagogiki Specjalnej
- Akademia Sztuk Pięknych w Warszawie
- Akademia Wychowania Fizycznego Józefa Piłsudskiego w Warszawie
- Politechnika Warszawska
- Szkoła Główna Gospodarstwa Wiejskiego w Warszawie
- Szkoła Główna Handlowa
- Uniwersytet Kardynała Stefana Wyszyńskiego
- Uniwersytet Muzyczny Fryderyka Chopina
- Uniwersytet Przyrodniczo-Humanistyczny w Siedlcach
- Uniwersytet Radomski
- Uniwersytet Warszawski
- Warszawski Uniwersytet Medyczny
- Wojskowa Akademia Techniczna im. Jarosława Dąbrowskiego w Warszawie

## Bezpieczeństwo publiczne

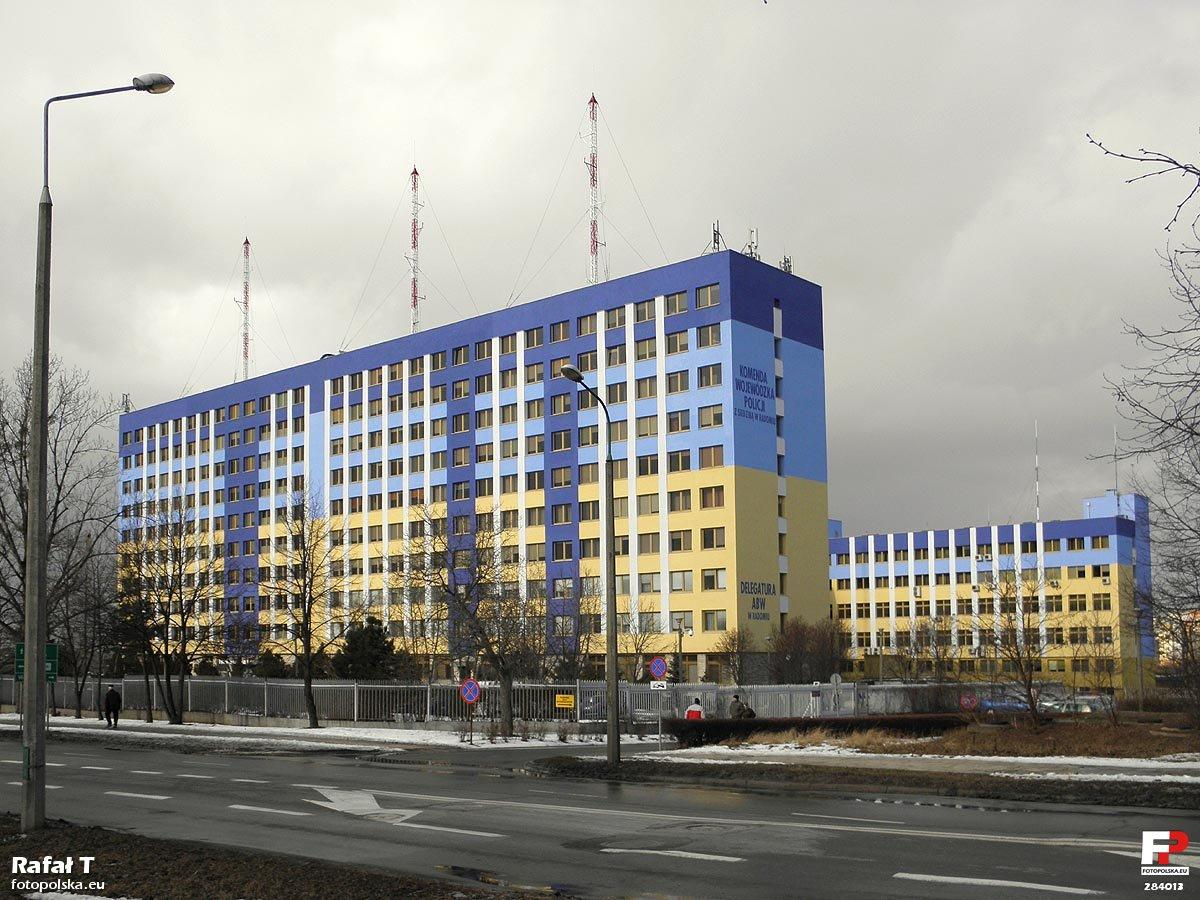
Mazowiecka Komenda Wojewódzka Policji w Radomiu

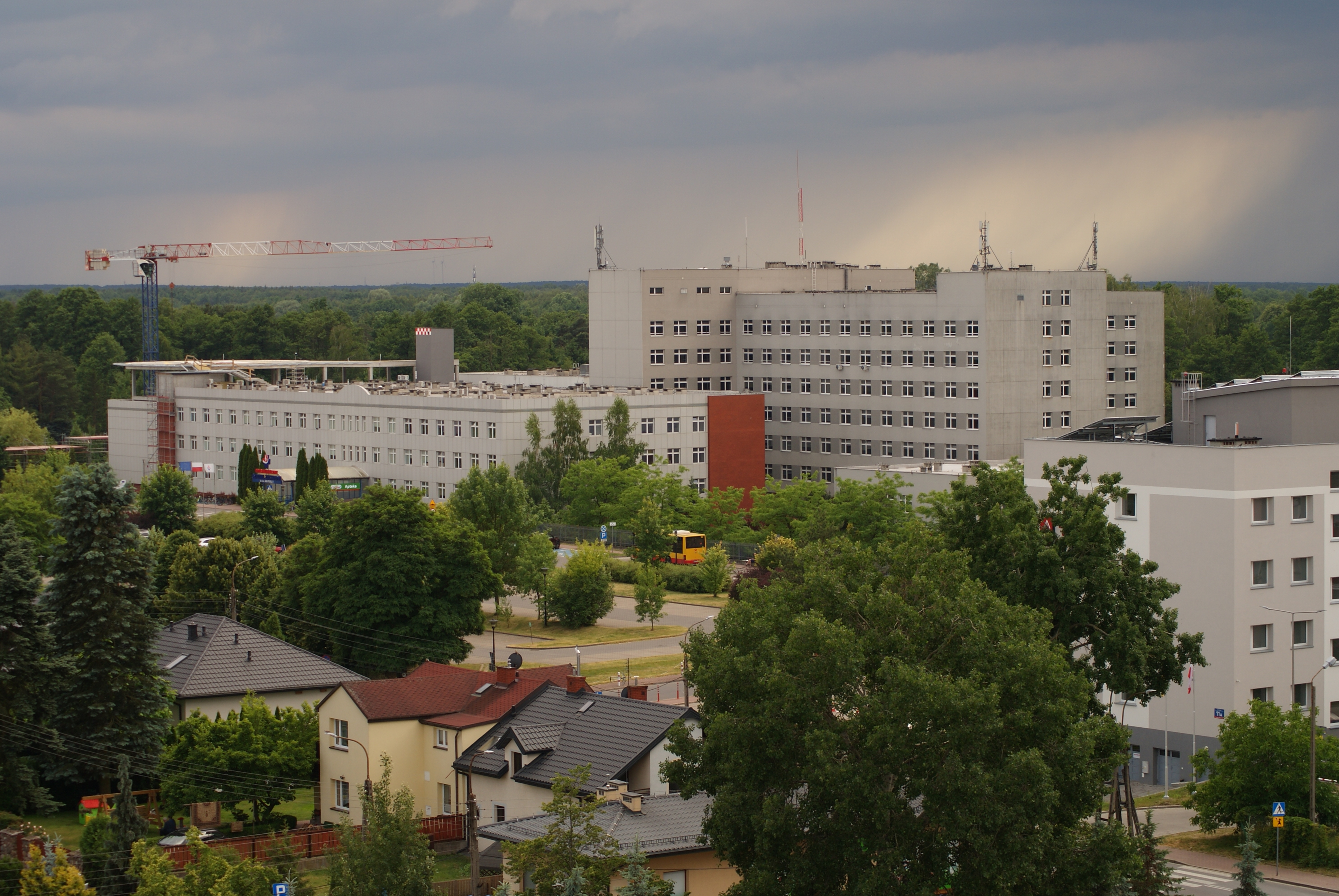
Specjalistyczny Szpital Zachodni im. Jana Pawła II w Grodzisku Mazowieckim

W województwie mazowieckim działają dwa centra powiadamiania ratunkowego, które znajdują się w Warszawie i Radomiu i które obsługują zgłoszenia alarmowe kierowane do numerów alarmowych 112, 997, 998 i 999.

## Kultura

### Zabytki
Pod względem liczby zabytków województwo mazowieckie plasuje się tuż za dolnośląskiem. Na Mazowszu znajduje się najwięcej w Polsce zabytkowych obiektów przemysłowych (294). Znaczna jest liczba historycznie wartościowych rezydencji znajdujących się w rejestrze zabytków (509).
Według badań Polskiej Organizacji Turystycznej przeprowadzonych w 2014 r. najbardziej rozpoznawalnymi atrakcjami Mazowsza są przede wszystkim obiekty zabytkowe: pałac w Wilanowie, Łazienki Królewskie oraz warszawska Starówka.
Na obszarze obecnego województwa mazowieckiego tworzyli i żyli przez wiele lat: Juliusz Słowacki, Witold Gombrowicz, Julian Tuwim, Bolesław Prus, Fryderyk Chopin, Isaac Bashevis Singer.

## Język
Większość ludności Mazowsza posługuje się językiem polskim. Przed II wojną światową wśród Żydów w użyciu był język jidisz, obecnie jest on nauczany jedynie na Uniwersytecie Warszawskim oraz używany w Teatrze Żydowskim w Warszawie w niektórych sztukach. Na wsi posługiwano się dialektem mazowieckim, który jednak zanika w ostatnich dziesięcioleciach.
Województwo mazowieckie charakteryzuje się najlepszą znajomością języków obcych w Polsce. Jest pierwsze pod względem znajomości języka angielskiego i włoskiego, drugim pod względem znajomości francuskiego i niemieckiego oraz szóstym pod względem znajomości hiszpańskiego.

## Skład narodowościowy
1. Polacy (98,0%)
2. Ukraińcy (0,28%)
3. Białorusini (0,17%)
4. Anglicy (0,12%)
5. Niemcy (0,10%)
6. Żydzi (0,09%)
7. Ślązacy (0,09%)
8. Rosjanie (0,07%)
9. Wietnamczycy (0,07%)
10. Francuzi (0,06%)
11. Włosi (0,06%)
12. Inni (0,82%)

| Kraj pochodzenia | liczba  |
| ---------------- | ------- |
| Ukraina          | 117 075 |
| Białoruś         | 53 642  |
| Indie            | 8 520   |
| Wietnam          | 8 036   |
| pozostałe        | 62 292  |
| łącznie          | 250 564 |

## Religia
Większość mieszkańców województwa mazowieckiego należy do Kościoła rzymskokatolickiego. Praktykuje jednak mniej niż połowa ludności. W archidiecezji warszawskiej praktykuje 30% ludności, w diecezji płockiej 32% i 34% w diecezji warszawsko-praskiej, co sprawia, że należą one do najbardziej zlaicyzowanych w Polsce. W diecezji radomskiej praktykuje 37% ludności. Najbardziej religijna jest diecezja siedlecka (45%) i diecezja łomżyńska (44%).
Drugim co do liczebności wyznaniem województwa mazowieckiego są mariawici, szczególnie licznie zamieszkujący okolice Płocka, Warszawy, Siedlec i Mińska Mazowieckiego. Niemal połowa polskich mariawitów zamieszkuje województwo mazowieckie. Kolebką mariawityzmu jest Płock, gdzie św. Maria Franciszka Kozłowska otrzymała objawienia Dzieła Wielkiego Miłosierdzia. W Płocku znajduje się Świątynia Miłosierdzia i Miłości, sanktuarium i siedziba władz Kościoła Starokatolickiego Mariawitów. Parafie tego Kościoła rozsiane są po całym województwie i administracyjnie należą do dwóch diecezji: warszawsko-płockiej i lubelsko-podlaskiej. W klasztorze w Felicjanowie pod Płockiem, swoją siedzibę mają władze zwierzchnie Kościoła Katolickiego Mariawitów, który składa się z dwóch kustodii: warszawskiej i płockiej.
Wyznawcy prawosławia z województwa mazowieckiego zamieszkują głównie Warszawę, gdzie też mieści się siedziba władz Polskiego Autokefalicznego Kościoła Prawosławnego. Parafie w województwie należą administracyjnie do trzech diecezji: warszawsko-bielskiej (Warszawa, Wołomin, Stanisławowo, Płock), lubelsko-chełmskiej (Siedlce, Mińsk Mazowiecki) i łódzko-poznańskiej (Radom). Ponadto w Warszawie działa parafia katedralna Prawosławnego Ordynariatu Wojska Polskiego.
Na terenie województwa działają także synagogi (neoortodoksyjna, reformowana i ortodoksyjna), meczet, sikhowska gurdawara, jedyna wolnostojąca kaplica mormonów oraz bardzo dużo kościołów protestanckich. Trwają starania o wybudowanie świątyni buddyjskiej.
Historycznie, bardzo duże znaczenie na tych ziemiach miał judaizm, gdyż Żydzi stanowili do II wojny światowej między 20% a 50% ludności mazowieckich miasteczek. Na północno-wschodnim Mazowszu istotny był kalwinizm. Na terenie województwa działają także Świadkowie Jehowy, także tutaj w miejscowości Nadarzyn w powiecie pruszkowskim mają swoją główną siedzibę na terenie Polski.

## Sport
Gra tutaj najbardziej utytułowany polski klub piłkarski Legia Warszawa. Poza tym grają jeszcze Polonia Warszawa, Wisła Płock, Świt Nowy Dwór Mazowiecki, Ząbkovia Ząbki, Radomiak Radom, Mazowsze Grójec, Sęp Żelechów. W Polskiej Lidze Koszykówki gra AZS Politechnika Warszawska oraz Rosa Radom. W Polskiej Lidze Siatkówki gra AZS Politechnika Warszawska oraz Czarni Radom. W TAURONLidze gra DPD IŁCapital Legionovia Legionowo. W PGNiG Superlidze Mężczyzn występuje jeden z najbardziej utytułowanych klubów piłki ręcznej w Polsce Orlen Wisła Płock.

## Ochrona środowiska
Według danych z roku 2000 powierzchnia obszarów chronionych w województwie mazowieckim ogółem wynosiła 1 053 439,9 ha, co stanowiło 29,6% powierzchni województwa.

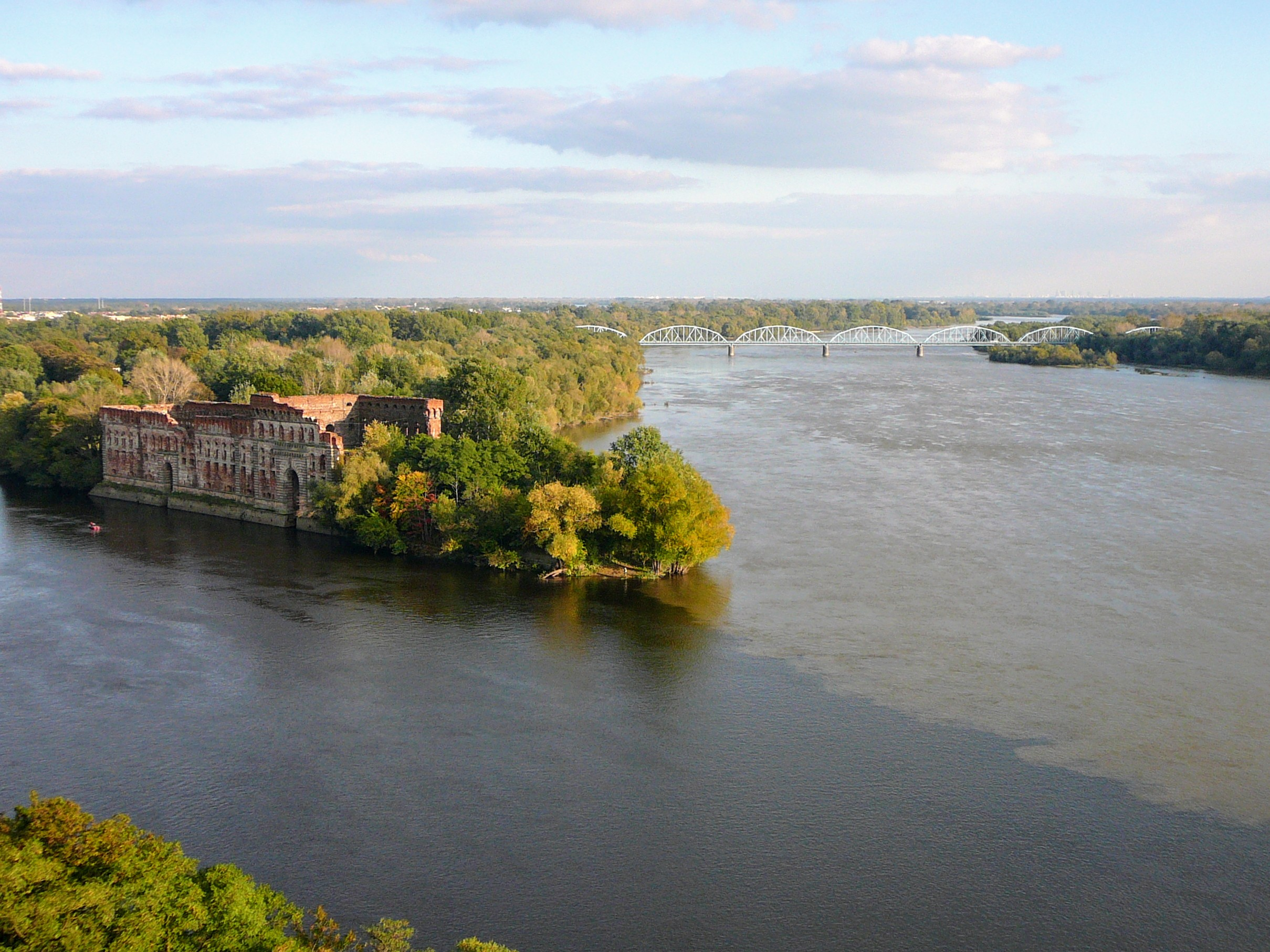
Ruiny Spichlerza z 1841 przy ujściu Narwi do Wisły

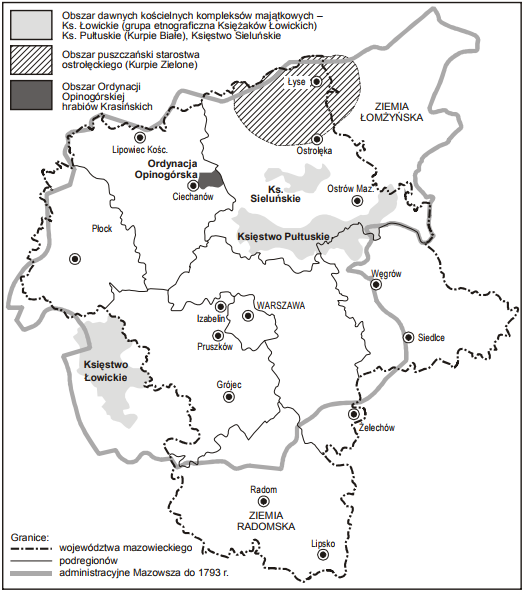
Obszar Mazowsza w 1793 a współczesne województwo mazowieckie. Zaznaczono także: Kurpie, księstwa biskupie i Ordynacji Opinogórskiej

Na terenie województwa mazowieckiego znajdowało się:
- 1 park narodowy – Kampinoski Park Narodowy
- 9 parków krajobrazowych
  - Bolimowski Park Krajobrazowy
  - Brudzeński Park Krajobrazowy
  - Chojnowski Park Krajobrazowy
  - Gostynińsko-Włocławski Park Krajobrazowy
  - Górznieńsko-Lidzbarski Park Krajobrazowy
  - Kozienicki Park Krajobrazowy
  - Mazowiecki Park Krajobrazowy
  - Nadbużański Park Krajobrazowy
  - Park Krajobrazowy Podlaski Przełom Bugu
- 189 rezerwatów przyrody
- 62 obszary chronionego krajobrazu

## Zmiany
Rozważany był projekt wyłączenia z regionu Warszawy jako niezależnego województwa i przeniesienia stolicy Mazowsza do innego miasta np. do Płocka lub Radomia. Zwolennicy tego rozwiązania wskazują, że z powodu wysokiego wskaźnika PKB per capita w Warszawie reszta województwa nie będzie mogła korzystać z funduszy strukturalnych UE, gdy PKB dla całego województwa przekroczy wyznaczony przez Unię Europejską wskaźnik 75% PKB. Przeciwnicy zwracają uwagę na wysokie koszty administracyjne wynikłe z dublowania urzędów i przeprowadzki do innego miasta oraz konieczności zmiany wielu systemów w administracji publicznej. Premier Donald Tusk w swoim exposé zapowiedział, że nie przewiduje w czasie swoich rządów poparcia żadnych inicjatyw w zakresie zmian podziału administracyjnego.